# Geografia Norwegii

Położenie Norwegii

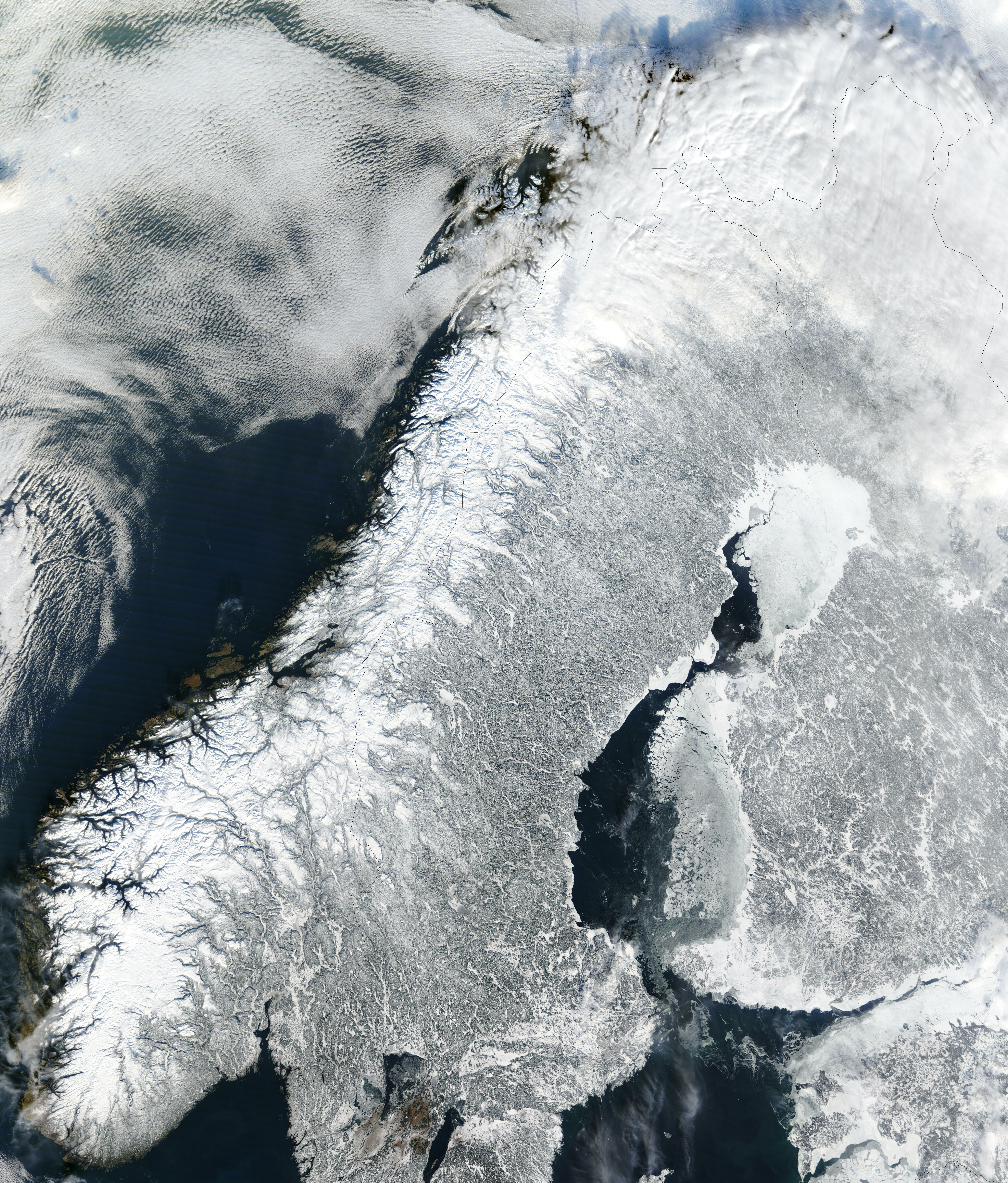
Norwegia – zdjęcie satelitarne (luty 2003)

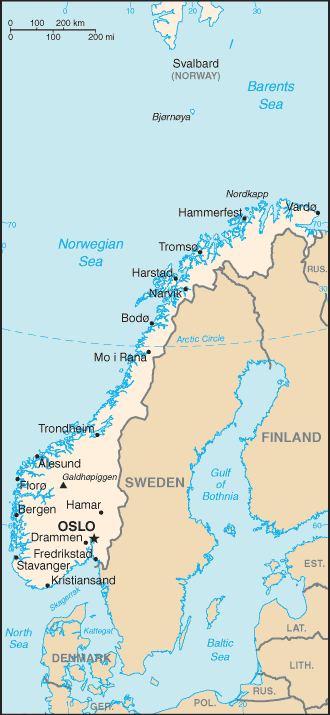
Miasta Norwegii

Geografia Norwegii – dziedzina nauki zajmująca się badaniem Norwegii pod względem geograficznym.
Norwegia leży w Europie Północnej, zajmując zachodnią i północną część Półwyspu Skandynawskiego. Jest jednym z najbardziej wysuniętych na północ krajów świata i jednocześnie jednym z najbardziej górzystych. Posiada jedną z najdłuższych i najbardziej rozbudowanych linii brzegowych na świecie.

## Położenie i powierzchnia
Norwegia leży w Europie Północnej, zajmując zachodnią i północną część Półwyspu Skandynawskiego . Do Królestwa Norwegii oprócz części kontynentalnej (norw. Hovedland) należą również archipelag Svalbard i wyspa Jan Mayen na północnym Atlantyku . Terytoria zależne Norwegii (norw. Biland) to: Wyspa Bouveta na południowym Atlantyku, a także antarktyczna Wyspa Piotra I na Morzu Bellingshausena i Ziemia Królowej Maud na Antarktydzie .
Całkowita powierzchnia Królestwa Norwegii wynosi 384 484 km² (364 266 km² zajmuje ląd a 20 218 km² wody), przy czym powierzchnia Norwegii kontynentalnej to 323 808 km², archipelagu Svalbard: 60 299 km² a wyspy Jan Mayen: 377 km².
Terytorium kontynentalnej Norwegii oblewają od zachodu i południowego zachodu wody Morza Północnego, od północnego zachodu Morza Norweskiego, a od północnego wschodu – Morza Barentsa; na południowym wschodzie cieśnina Skagerrak . Z uwagi na swoje położenie Norwegia posiada jedną z najdłuższych i najbardziej rozbudowanych linii brzegowych spośród wszystkich krajów świata – jej całkowita długość to 103 000 km (wliczając wyspy). Wzdłuż wybrzeża kontynentalnej Norwegii leży ponad 239 tys. wysp, przy czym największą z nich jest Hinnøya (2 204 km²) . Największą wyspą Królestwa Norwegii jest Spitsbergen w archipelagu Svalbard (37 814 km²) .
Norwegia jest też jednym z najbardziej wysuniętych na północ krajów świata. Kontynentalna część Norwegii rozciąga się od 58° do 71°N (wraz ze Svalbardem do 81°N) i od 5°E do 31°E (wraz z wyspą Jan Mayen od 9°W, a wraz z wyspą Wyspą Białą do 33°E).
Norwegia graniczy ze Szwecją na wschodzie (1666 km ) oraz z Finlandią (709 km ) i Rosją (191 km ) na północnym wschodzie .

## Budowa geologiczna i rzeźba terenu

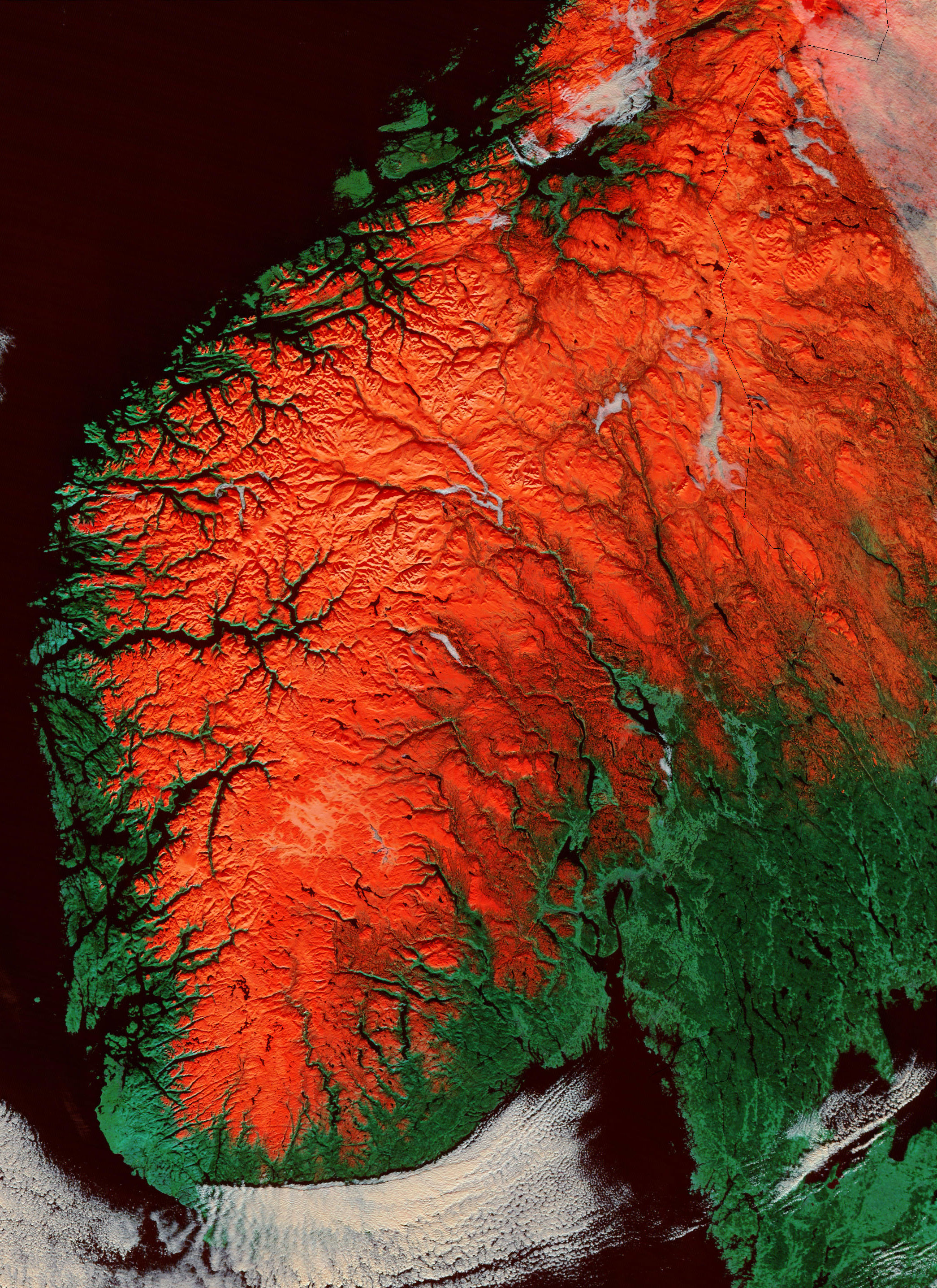
Satelitarne zdjęcie południowej Norwegii. Na czerwono zaznaczony został śnieg. Dobrze widoczne są fiordy, szczególnie Sognefjord i Hardangerfjorden

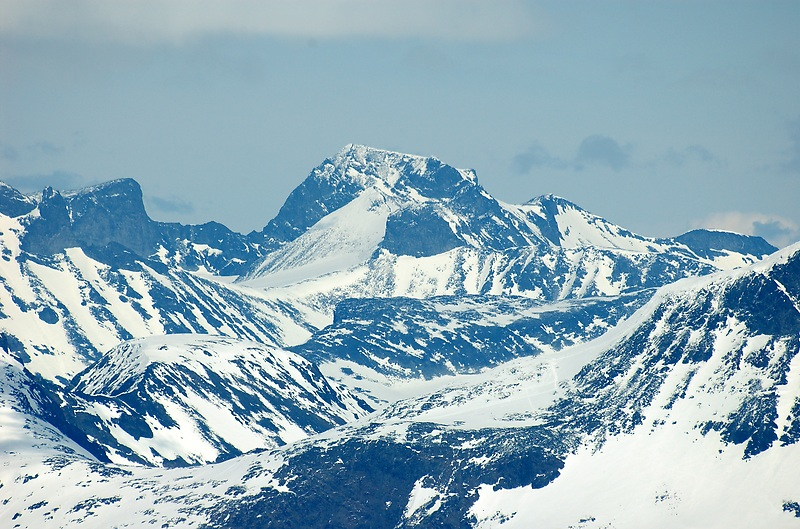
Galdhopiggen

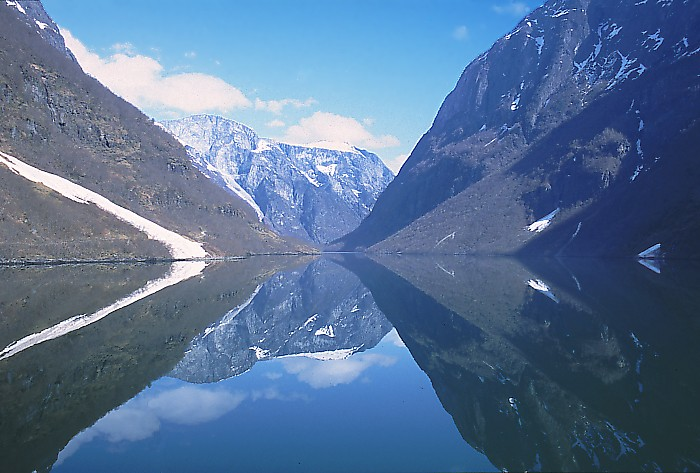
Sognefjord

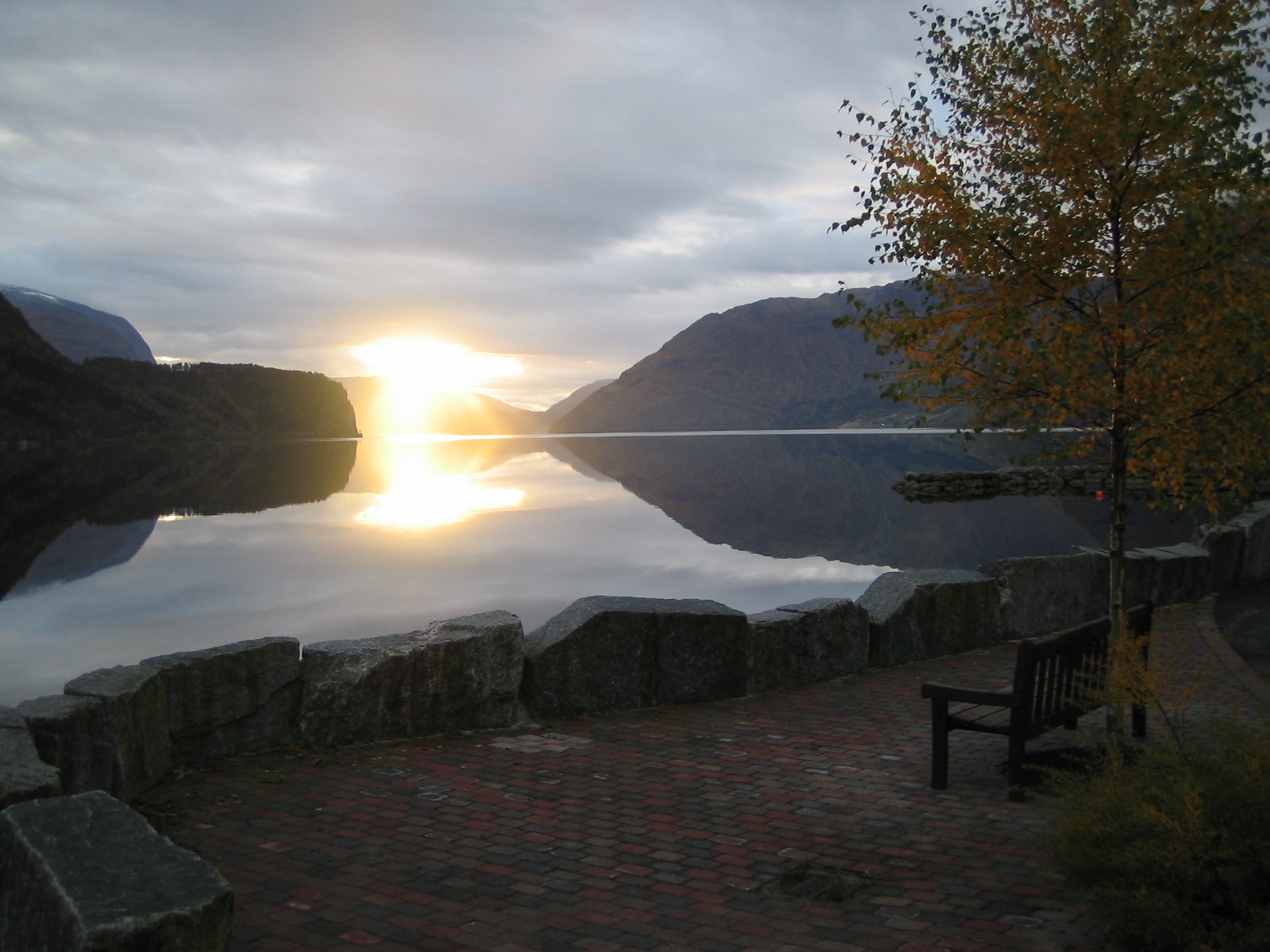
Jezioro Hornindalsvatnet

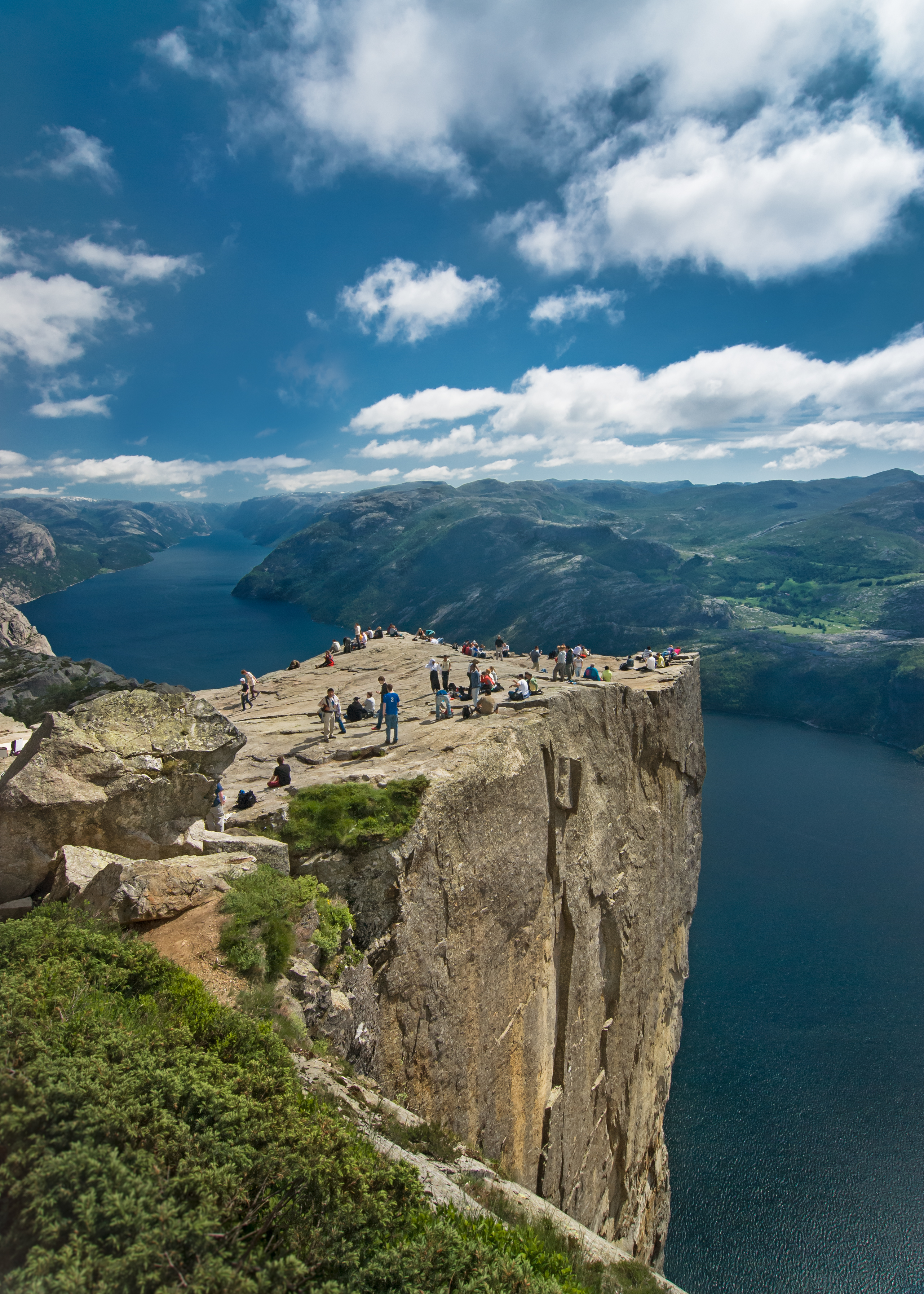
Preikestolen oraz Lysefjord

Norwegia leży na tarczy fennoskandzkiej zbudowanej głównie z granitu i innych skał powstałych 1–2 miliardy lat temu . Krajobraz został ukształtowany przez procesy erozyjne i glacjalne – cechą charakterystyczną są rozległe penepleny . Hardangervidda w południowo-zachodniej części kraju jest największą penepleną w Europie .
Norwegia jest krajem wyżynno-górzystym – ponad 50% jej powierzchni leży powyżej 600 m n.p.m.  Średnia wysokość terenu wynosi 460 m, a najwyższym wzniesieniem jest Galdhopiggen (2469 m n.p.m.) .
Ciągnący się wzdłuż całego kraju łańcuch Gór Skandynawskich jest, pod względem geologicznym, przedłużeniem gór Szkocji, Irlandii oraz znajdujących się po drugiej stronie Atlantyku amerykańskich Appalachów. Geolodzy twierdzą, że wszystkie te pasma tworzyły kiedyś jedno wielkie pasmo, przed rozpadem superkontynentu Pangei.
Podczas ostatniego zlodowacenia, jak i w czasie poprzednich epok lodowych całe terytorium Norwegii było skute lodem. Ruch lodowców wyżłobił głębokie doliny, które zostały zalane przez wodę z topniejących lodowców tworząc charakterystyczne fiordy.
Tereny Norwegii wciąż przechodzą proces ruchów izostatycznych. Jest to proces bardzo powolny, jego tempo wynosi zaledwie kilka mm rocznie. Proces ten przebiega nieco szybciej w zależności od regionu kraju. Poziom morza sięgał do obecnej wysokości 221 m n.p.m. w dzisiejszym Oslo (Aker), 25 m w Stavanger, 5 m w pobliżu półwyspu Stad, 180 m w Trondheim, 50 w Tromsø oraz 75 m w Kirkenes. Te tereny, stanowiące kiedyś dno morskie, należą do najlepszych rolniczo gruntów w kraju.
Obecne lodowce nie są pozostałościami epoki lodowcowej, są o wiele młodsze. Podczas holoceńskiego optimum klimatycznego (od 7000 do 3000 r. p.n.e.) klimat był o około 3 °C cieplejszy niż w drugiej połowie XX wieku. Wtedy to roztopiły się wszystkie lodowce zajmujące obecne terytorium Norwegii.
Sognefjord (drugi co do głębokości i długości fiord świata) oraz jezioro Hornindalsvatnet (najgłębsze w Europie) powstały w wyniku działania lodowców.
Góry Skandynawskie zaczynają się pasmem Setesdalsheiene, na północ od wybrzeża Skagerrak. W regionie Vestlandet, na zachodzie kraju pasmo jest silnie porozcinane fiordami. W tej części kraju znajdują się pasma Hardangervidda, Jotunheimen (z najwyższym szczytem Norwegii Galdhøpiggen – 2469 m), Sognefjell oraz Trollheimen. Znajdują się tu też duże lodowce jak: Jostedalsbreen, Folgefonna i Hardangerjøkulen. Dalej na północ łańcuch skręca na wschód, na południe od Trondheim. Znajdują się tu pasma Dovrefjell i Rondane. Następnie Góry Skandynawskie ciągną się wzdłuż granicy ze Szwecją. Im dalej na północ tym szczyty stają się łagodniejsze. Na północnym krańcu łańcucha znajduje się pasmo Alp Lyngeńskich, w okręgu Troms. Łańcuch kończy się w okręgu Finnmark, gdzie jest już jednak znacznie niższy i opada w okolicach Nordkapp do Morza Barentsa.
Góry Skandynawskie dzielą kraj na następujące regiony:
Południowe wybrzeże. Znajdujące się na południu kraju wybrzeża cieśniny Skagerrak i Morza Północnego to obniżenie terenu będące południowym końcem łańcucha Gór Skandynawskich. Tereny te obejmują Stavanger na zachodzie i Oslofjord na wschodzie. Doliny usytuowane są tu na osi północ-południe. Ta część kraju jest pagórkowata, choć znajdują się tu też równiny jak Lista i Jæren.

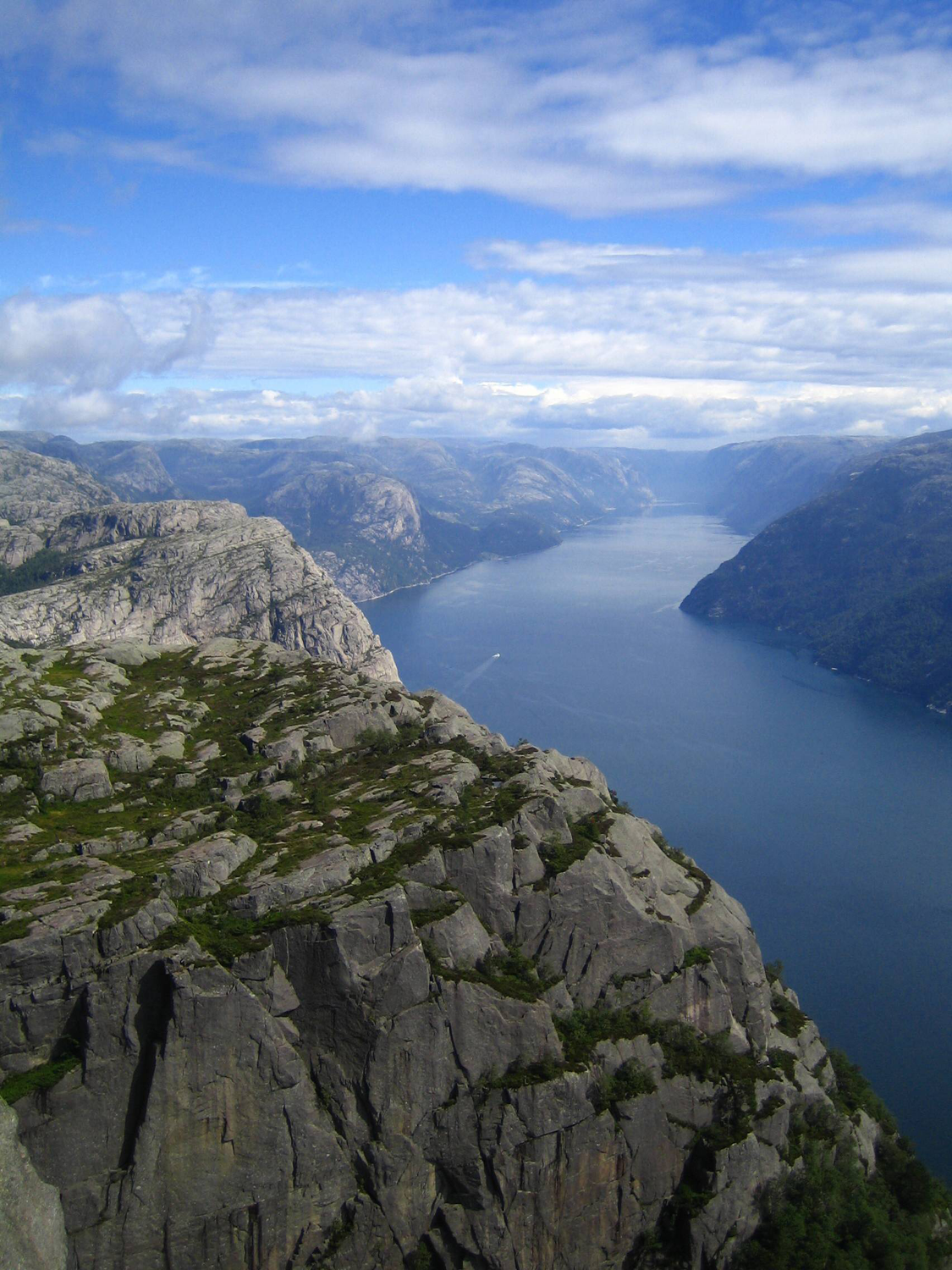
Lysefjord

Południowy wschód. Tereny na wschód od gór są zdominowane przez biegnące z zachodu na wschód doliny na wschodzie. Najdłuższe doliny to Østerdalen i Gudbrandsdal. Znajdują się tu też dość duże tereny nizinne, wokół Oslofjordu, rzeki Glomma oraz jeziora Mjøsa.
Zachodnie fiordy. Na zachód od głównego łańcucha gór teren wciąż jest bardzo górzysty. Góry opadają stopniowo i schodzą bezpośrednio do morza. Dominują tu wielkie fiordy jak np. Sognefjord lub Hardangerfjord. Za klasyczny przykład krajobrazu fiordowego uznaje się często Geirangerfjord. Wzdłuż wybrzeża rozsiane są szkiery ciągnące się na odcinku 1600 km z okolic Stavanger aż do Przylądka Północnego. Fiordy, oraz większość dolin, leżą na osi wschód-zachód. Dalej na północy kierunek lekko się zmienia, na północno-zachodni – południowo-wschodni.
Region Trondheim. Tereny te charakteryzują się łagodniejszym krajobrazem, z zaokrąglonymi szczytami. Doliny schodzą się w fiordzie Trondheimsfjord, gdzie tworzą większe niziny. Na północy znajduje się dolina Namdalen, u wylotu której leży Namsos.

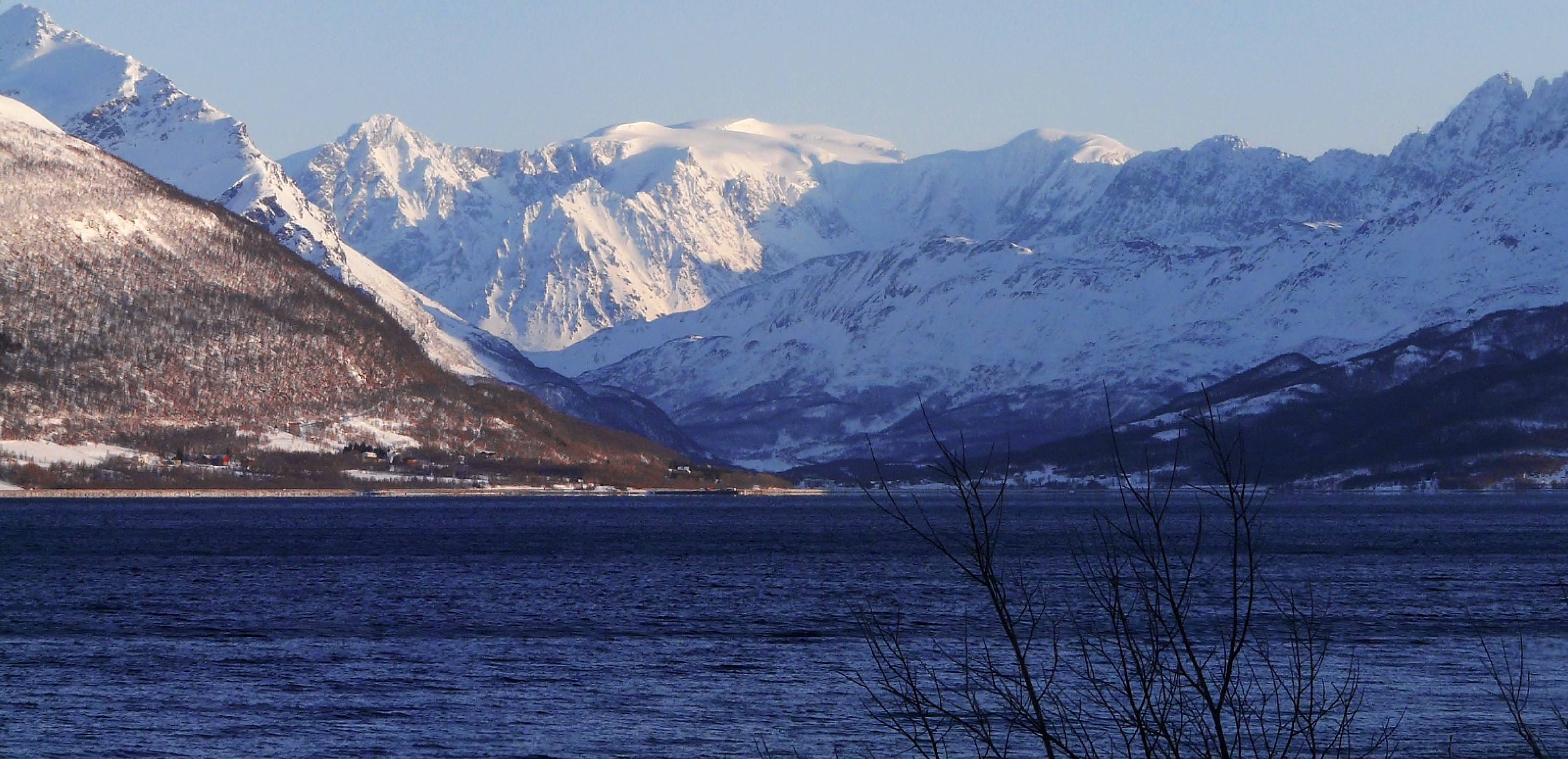
Jiehkkevárri najwyższy szczyt okręgu Troms i drugi pod względem wybitności szczyt kraju

Z kolei półwysep Fosen oraz północne wybrzeża wokół Leka zdominowane są przez góry i wąskie doliny.
Północne fiordy. Także na północy dominują bardziej strzeliste szczyty schodzące bezpośrednio do morza, poprzecinane licznymi fiordami. W południowej części fiordy i doliny leżą zazwyczaj na osi wschód-zachód, natomiast na północy raczej na południowy wschód – północny zachód. Pasmo Saltfjellet jest wyjątkiem, bowiem tutaj doliny ciągną się z północy na południe. Znajdują się tu też jedne z największych wysp Norwegii: Lofoty, Vesterålen i Senja.
Daleki północny wschód. Ląd i jego wybrzeże na wschód od Przylądka Północnego są mniej górzyste niż reszta kraju, średnia wysokość terenu nie przekracza 400 m. Leży tu płaskowyż Finnmarksvidda. Fiordy są duże, szerokie i ciągną się z południa na północ. Nie występują tu typowe dla norweskiego wybrzeża szkiery. Fiord Varangerfjord jest jedynym dużym fiordem w tym regionie, który biegnie ze wschodu na zachód.

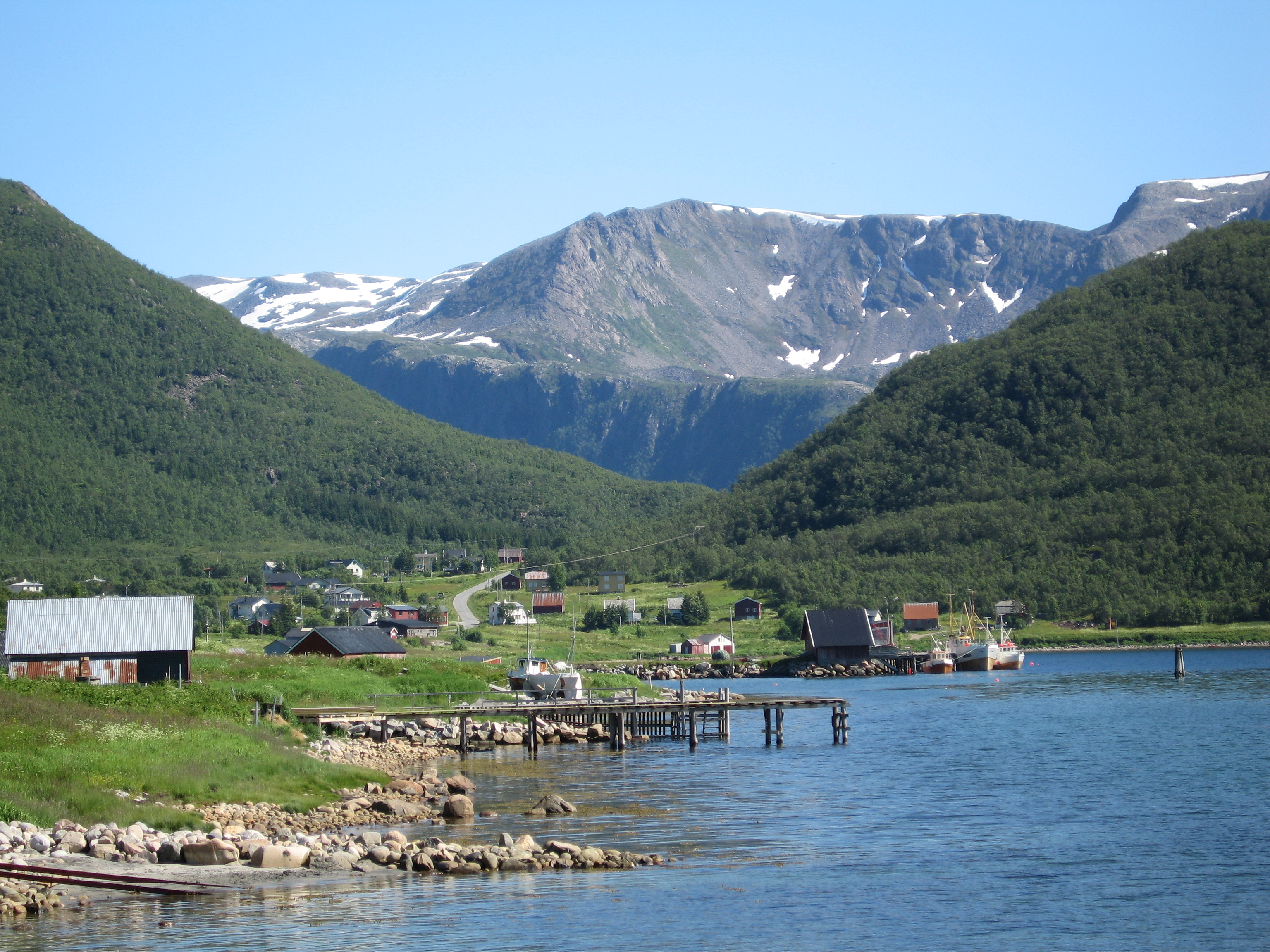
Wzdłuż wybrzeża rozsianych jest 100 tysięcy wysp i wysepek. Senja jest drugą co do wielkości wyspą Norwegii

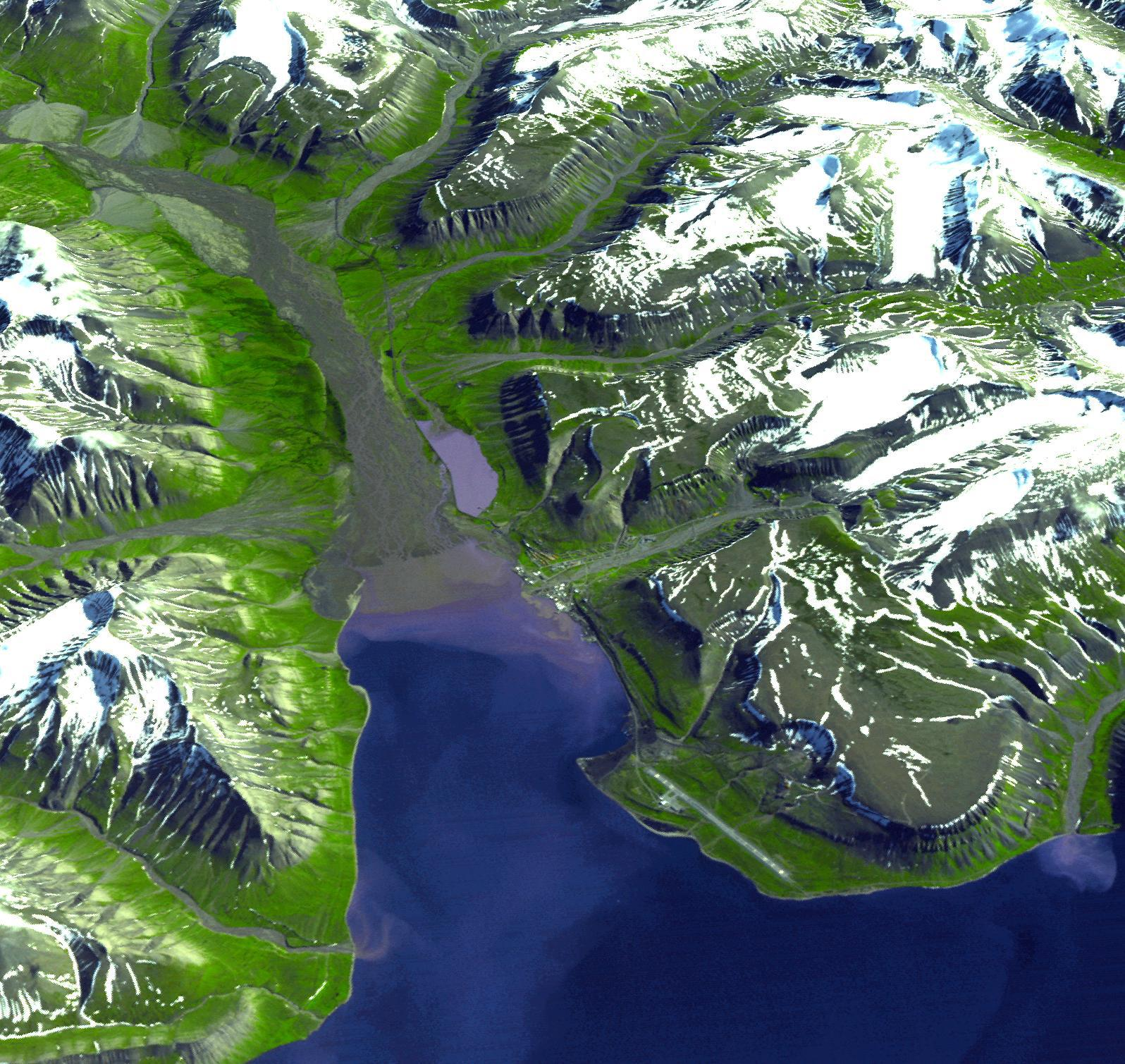
Longyearbyen w czasie arktycznego lata

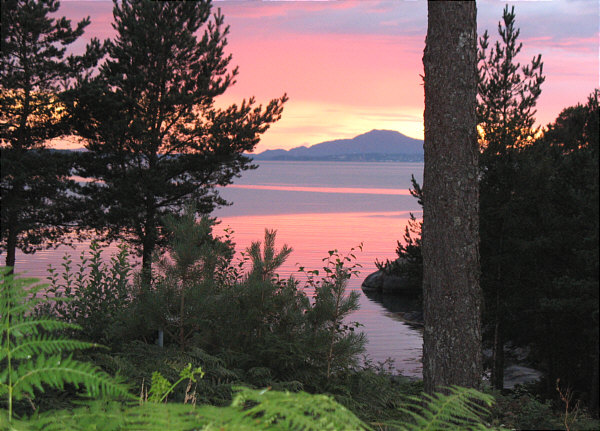
Wyspa Halsnøy

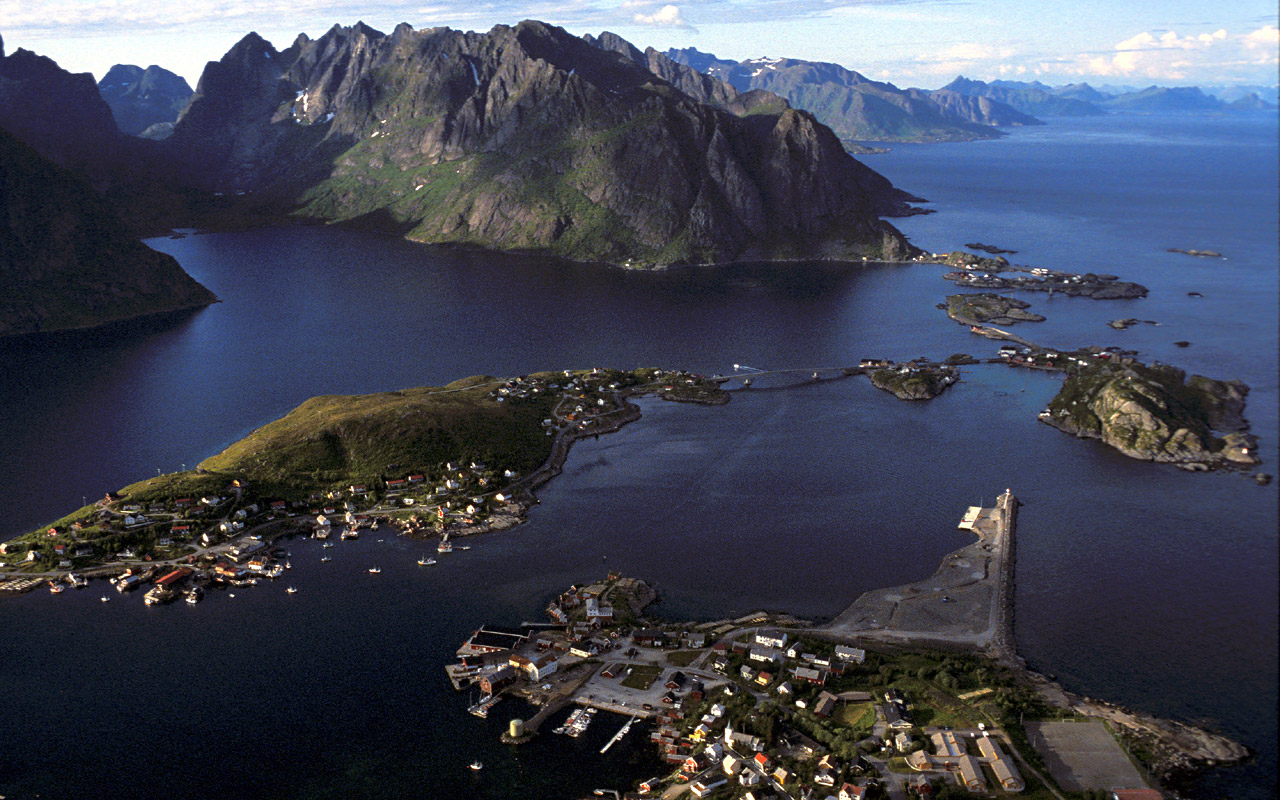
Lofoty

Svalbard to archipelag wysp położony na Oceanie Arktycznym. Wyspy te są górzyste, a szczyty przykryte lodowcami, szczególnie we wschodniej części archipelagu, gdzie lodowce przykrywają blisko 90% powierzchni. Austfonna jest największym lodowcem archipelagu oraz drugim w Europie (po Vatnajökull na Islandii).
Jan Mayen. Daleko na północnym zachodzie, w połowie drogi z Norwegii na Grenlandię, leży samotna wyspa Jan Mayen. Jej najwyższym szczytem jest Beerenberg, który jest jedynym czynnym wulkanem Norwegii.
Wyspa Bouveta. Ta mała wyspa leży na Południowym Atlantyku, na 54° szerokości geograficznej południowej i 3° długości geograficznej wschodniej. Jest prawie całkowicie pokryta przez lodowce. Jest też jedną z najbardziej odosobnionych wysp na świecie, zamieszkują ją jedynie ptaki oraz foki.
Wyspa Piotra I. Wyspa ta leży na Południowym Pacyfiku, na 68° szerokości geograficznej południowej i 90° długości geograficznej zachodniej. Wyspa zdominowana jest przez wulkan oraz lodowce. Podobnie jak Wyspa Bouveta jest to terytorium zależne Norwegii, a nie część królestwa.
Ziemia Królowej Maud to terytorium położone na Antarktydzie, do którego prawa rości Norwegia. Jest to duży wycinek kołowy sięgający do bieguna południowego. Prawie cały teren pokryty jest lądolodem, gdzieniegdzie poprzebijanym przez nunataki. Znajduje się tu norweska stacja arktyczna Troll. Jest to jedyna stacja na Antarktydzie, która nie leży na lądolodzie.

## Nasłonecznienie, strefa czasowa oraz przypływy
Na terenach położonych za kołem podbiegunowym występują zjawiska nocy polarnej oraz dnia polarnego, których długość zależy od szerokości geograficznej. W Longyearbyen słońce nie schodzi całkowicie poniżej linii horyzontu od 19 kwietnia do 23 sierpnia, a noc polarna trwa od 27 października do 14 lutego. Dla porównania na Przylądku Północnym czas trwania obu zjawisk wynosi odpowiednio od 11 maja do 31 lipca oraz od 19 listopada do 22 stycznia. W Tromsø okresy te to odpowiednio od 17 maja do 25 lipca oraz od 26 listopada do 15 stycznia. Na kontynencie noc polarna nie jest całkiem ciemna. W Tromsø w środku doby panuje zmierzch, natomiast w Longyearbyen w szczytowym okresie nocy polarnej panuje prawie całkowita ciemność. Nawet w południowej części kraju różnice w nasłonecznieniu są bardzo duże zależnie od pory roku. W Oslo w czasie przesilenia letniego słońce wschodzi o 03:54, a zachodzi o 22:54. Natomiast podczas przesilenia zimowego słońce pojawia się o 09:18, a zachodzi już o 15:12.
Od 1 kwietnia do 10 września w całej Norwegii, z wyjątkiem wschodniego Finnmarku, słońce zachodzi po godzinie 20:00 (lub w ogóle nie zachodzi z uwagi na dzień polarny). Najkrótsze dni, gdy słońce zachodzi przed 16:00, przypadają na okres od 24 listopada do 7 stycznia w Stavanger, od 11 listopada do 19 stycznia w Oslo, od 4 listopada do 28 stycznia w Trondheim oraz od 18 października do 2 marca w Vardø.
Północna część kraju leży w strefie występowania zorzy polarnej, chociaż czasami zjawisko to można zaobserwować także na południu.
Norwegia, podobnie jak Polska, używa czasu środkowoeuropejskiego. Wydłużony kształt kraju powoduje różnice w nasłonecznieniu dnia między wschodem a zachodem kraju. W Vardø słońce wschodzi o 64 minuty wcześniej niż zwykle w tej strefie czasowej, a w Bergen 39 minut później. W ten sposób Vardø zyskuje więcej światła w pierwszej części doby, tracąc w drugiej, a Bergen na odwrót. Czas letni (GMT + 2) używany jest od ostatniej niedzieli marca do ostatniej niedzieli października.
Różnice między odpływem a przypływem na południowym wybrzeżu są niewielkie natomiast na północy bardzo duże. Różnice te wynoszą 0,17 m w Mandal, 0,30 m w Oslo i Stavanger, 0,90 m w Bergen, 1,80 m w Trondheim, Bodø i Hammerfest, a w Vadsø nawet 2,17 m.

## Klimat

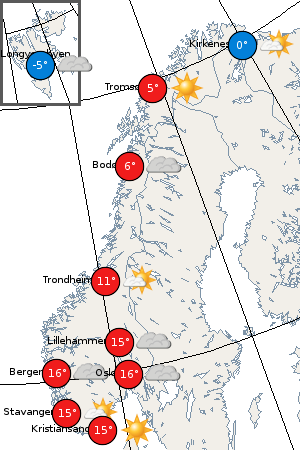
Temperatury w Norwegii 5 maja 2008

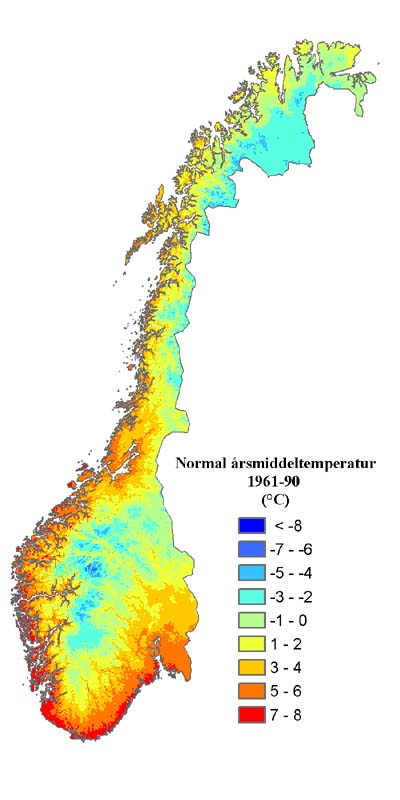
Średnia roczna temperatura w latach 1961–1990

Klimat Norwegii jest znacznie bardziej umiarkowany niż to ma zazwyczaj miejsce na tej szerokości geograficznej. Wiąże się to z Prądem Północnoatlantyckim, którego przedłużeniem jest Prąd Norweski. Prądy te podnoszą temperaturę oraz przynoszą łagodne powietrze, które przemieszczając się wzdłuż wybrzeża trafiają do Arktyki. Średnia temperatura stycznia w Brønnøysund wynosi blisko o 15 °C więcej niż średnia stycznia w Nome na Alasce, chociaż obie miejscowości leżą na tej samej szerokości geograficznej. W lipcu różnica ta maleje do 3 °C. Średnia temperatura stycznia w Jakucku na Syberii jest o 42 °C niższa niż w.

### Opady
Część regionu Vestlandet oraz południowa część regionu Nordland należy do najwilgotniejszych w całej Europie. W miejscowości Brekke, w okręgu Sogn og Fjordane, roczna wysokość opadów wynosi 3575 mm, w górach i na wybrzeżu może nawet przekroczyć 5000 mm. W Lurøy, blisko koła podbiegunowego, średnia wysokość opadów wynosi 2935 mm. Na wybrzeżu opady są najsilniejsze na jesieni i wczesną zimą, natomiast najsuchszym czasem jest okres od kwietnia do czerwca. Części fiordów położone w głębi lądu otrzymują mniej opadów. Roczna wysokość opadów w Lærdal wynosi 491 mm, w Levanger 750 mm i 300 mm w Skibotn w Lyngenfjordzie. Skibotn jest też rekordzistą Norwegii pod względem pogodnych dni. Tereny położone na wschód od gór, w tym Oslo, posiadają klimat bardziej kontynentalny, z mniejszą ilością opadów i zazwyczaj cieplejszymi latami. Opady najsilniejsze są w lecie i późną jesienią, a wiosna i zima są najsuchszymi porami. Doliny otoczone przez góry są przeważnie suchsze niż otaczające je tereny. Wnętrze Finnmarku otrzymuje mniej niż 400 mm opadów rocznie. Tereny niedaleko stolicy Svalbardu mają najniższą średnią roczną opadów wynoszącą zaledwie 190 mm. Skjåk posiada najniższą średnią roczną na kontynencie – 278 mm. Najniższą sumę opadów w kontynentalnej części kraju zanotowano w Hjerkinn, w Dovre – 64 mm. Średnia miesięczna wysokość opadów waha się od 5 mm w kwietniu w Skjak do 454 mm we wrześniu w Brekke. W strefie przybrzeżnej od Lindesnes do Vardø suma dni z opadami wynosi około 200 dni, jednakże są to z reguły opady dość słabe. Średnia ilość dni w roku z opadami przekraczającymi 3 mm wynosi 77 w Blindern/Oslo, 96 w Kjevik/Kristiansand, 158 we Florida/Bergen, 93 w Varnes/Trondheim oraz 109 w Tromsø.

### Temperatura
Wzdłuż wybrzeża zimy są znacznie łagodniejsze niż w głębi lądu. Różnica temperatur między najcieplejszym a najzimniejszym miesiącem wynosi jedynie 11–15 °C. W Herøy amplituda wynosi 10 °C przy najniższej temperaturze równej 2,7 °C. Amplituda w głębi lądu jest większa, dochodzi nawet do 30 °C w Karasjok. Najchłodniejsze zimy występują w Finnmarksvidda na północy, jednak także na południu zdarzają się bardzo niskie temperatury, np. w Røros zanotowano –50 °C, a w Tynset średnia temperatura stycznia wynosi –13 °C.

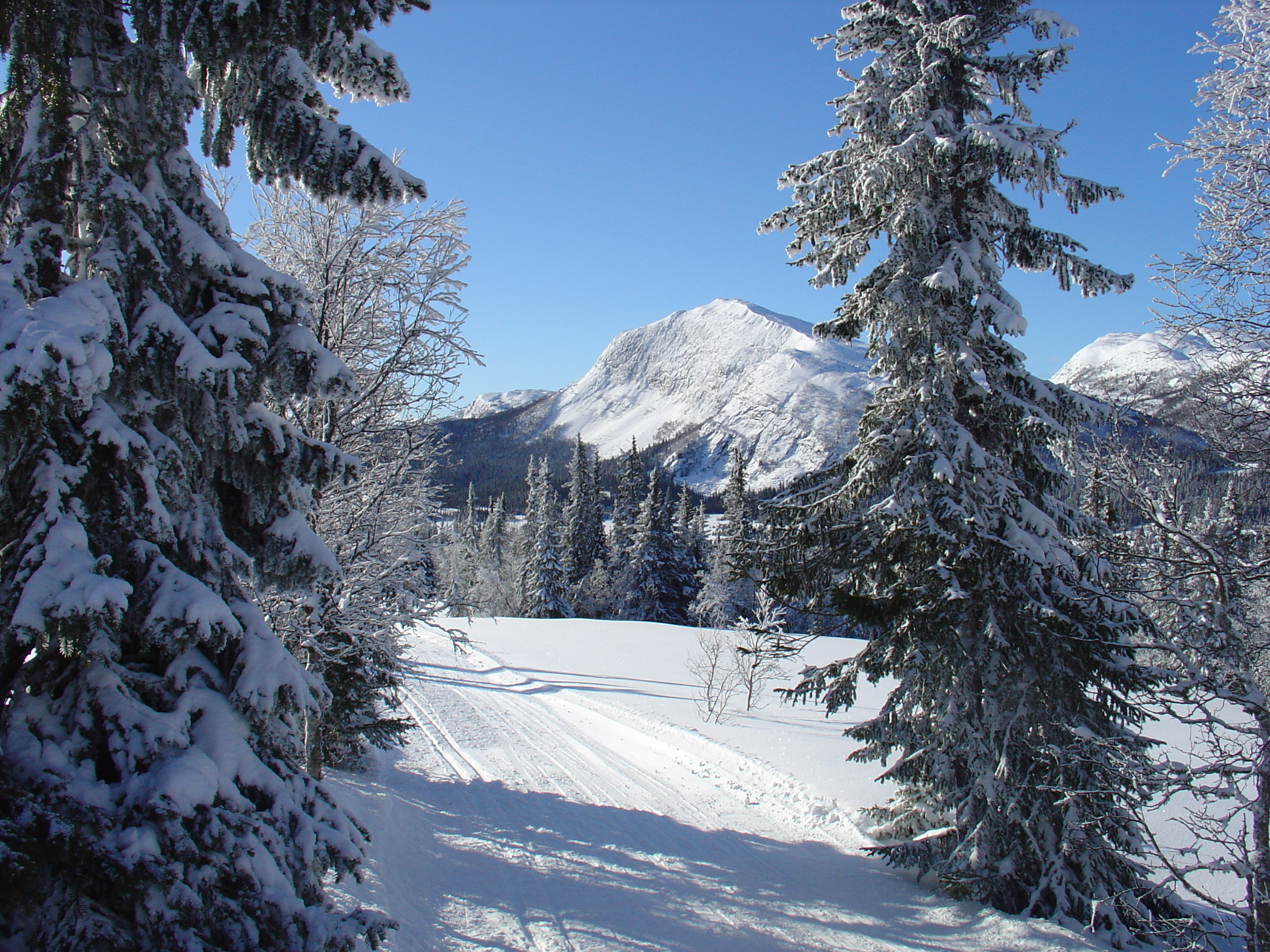
Doliny w głębi lądu są długo pokryte śniegiem. W Sigdal średnia temperatura lutego wynosi –7 °C. Z powodu inwersji temperatury dno doliny często jest zimniejsze niż zbocza, które ją otaczają

Południowe wyspy w archipelagu Lofotów są najbardziej na północ wysuniętym obszarem, gdzie wszystkie zimowe miesiące mają średnią temperaturę powyżej 0 °C. Wiosna jest okresem, gdy kontrast temperatur między północą a południem kraju jest największy. Także na wiosnę różnice między temperaturą za dnia i w nocy są największe. Doliny w głębi lądu oraz części fiordów są mniej wietrzne i charakteryzują się cieplejszymi latami. Niziny w Oslofjordzie są najcieplejsze w lipcu, średnia dobowa temperatura wynosi tu 17 °C, ale nawet w położonej na północy Alcie (70°N) średnia temperatura lipca wynosi 13,5 °C, dzięki czemu w zachodnich fiordach popularnym widokiem są sady owocowe. W głębi lądu najcieplej jest w środku lipca, a na wybrzeżach w połowie sierpnia. Wilgotność w lecie jest niska.
Prąd północnoatlantycki rozdziela się w Morzu Norweskim. Jedna część trafia do Morza Barentsa na wschodzie, a druga dociera do wybrzeża Spitsbergenu i wpływa na klimat polarny, między innymi powodując niezamarzanie wód przybrzeżnych, co jest rzadkością w Arktyce. Wschodnie wybrzeża Svalbardu były zamarznięte przez większość roku, jednakże ostatnie ocieplenia klimatu skróciły ten okres.
Średnia miesięczna temperatura waha się od −17,1 °C w styczniu w Karasjok (129 m n.p.m.) do 17,3 °C w lipcu w Oslo-Studenterlunden (15 m n.p.m.). Najwyższa średnia roczna temperatura wynosi 7,7 °C w Skudeneshavn, a najniższa −3,1 °C w Sihcajarvi (pomijając wyższe góry i Svalbard); to daje różnicę 10,8 °C między tymi miejscowościami. Taka sama różnica występuje między Skudeneshavn a Atenami.
Najwyższą temperaturą w Norwegii było 35,6 °C w Nesbyen. Najniższą temperaturę zanotowano w Karasjok, gdzie termometry wskazały −51,4 °C. Najcieplejszym miesiącem w historii był lipiec 1901 r. w Oslo, średnia dobowa temperatura wyniosła 22,7 °C, a najzimniejszym luty 1966 r. w Karasjok, kiedy średnia dobowa temperatura wyniosła −27,1 °C. Południowo-zachodnie wiatry oraz zjawisko fenu podnoszą temperaturę w wąskich fiordach. W Tafjordzie zanotowano temperaturę 17,9 °C w styczniu, a w Sunndal 18,9 °C w lutym.
Minimalna średnia dobowa temperatura w styczniu wynosi −6,8 °C w Oslo, −4,8 °C w Kristiansand, −0,4 °C w Bergen oraz −6,5 °C w Trondheim i Tromsø. Maksymalna średnia dobowa temperatura w lipcu wynosi 21,5 °C w Oslo, 20,1 °C w Kristiansand, 17,6 °C w Bergen, 18,4 °C w Trondheim oraz 15,3 °C w Tromsø. W porównaniu z wybrzeżem tereny w głębi lądu cechują się większą dobową różnicą temperatur, szczególnie na wiosnę i w lecie. W lipcu średnia dobowa temperatura w Lærdal wynosi 20,1 °C, a w Karasjok 17,8 °C. Jest to około 3 °C więcej niż na wybrzeżu na tej samej szerokości geograficznej.
| Miejsce | Wysokość | Temperatura (°C) | Temperatura (°C) | Temperatura (°C) | Temperatura (°C) | Temperatura (°C) | Opady   | OW/DBS (dni) | Lato (dni) | Śnieg >25 cm (dni) |
| Miejsce | Wysokość | Styczeń          | Kwiecień         | Lipiec           | Październik      | Rok              | Opady   | OW/DBS (dni) | Lato (dni) | Śnieg >25 cm (dni) |
| --- | -------- | ---------------- | ---------------- | ---------------- | ---------------- | ---------------- | ------- | ------------ | ---------- | ------------------ |
| Blindern/Oslo | 94 m     | -4,3             | 4,5              | 16,4             | 6,3              | 5,7              | 763 mm  | 188 / 179    | 133        | 30                 |
| Oslo-Gardermoen | 202 m    | -7,2             | 2,8              | 15,2             | 4,7              | 3,8              | 862 mm  | 172 / 145    | 115        | 76                 |
| Lillehammer | 242 m    | -9,1             | 2,3              | 14,7             | 3,8              | 2,9              | 660 mm  | 165 / 138    | 108        | 110                |
| Geilo | 810 m    | -8,2             | -1,1             | 11,2             | 2,1              | 1,0              | 700 mm  | 127 / 87     | 67         | 162                |
| Sognefjellhytta | 1413 m   | -10,7            | -5,8             | 5,7              | -2,1             | -3,1             | 860 mm  | 58 / –       | 0          | 244                |
| Tonsberg | 10 m     | -3,2             | 4,6              | 16,8             | 7,3              | 6,3              | 930 mm  | 194 / –      | 136        | 9                  |
| Kristiansand | 22 m     | -0,9             | 5,2              | 15,7             | 8,1              | 7,0              | 1380 mm | 205 / 175    | 145        | 21                 |
| Sola | 7 m      | 0,8              | 5,5              | 14,2             | 8,8              | 7,4              | 1180 mm | 215 / 201    | 144        | 0                  |
| Bergen | 12 m     | 1,3              | 5,9              | 14,3             | 8,6              | 7,6              | 2250 mm | 215 / 210    | 143        | 3                  |
| Lardal | 24 m     | -2,5             | 5,2              | 14,7             | 6,1              | 5,9              | 491 mm  | 193 / 155    | 124        | 0                  |
| Molde | 20 m     | 0,5              | 4,7              | 13,5             | 7,5              | 6,7              | 1640 mm | 198 / 187    | 118        | 54                 |
| Kongsvoll | 885 m    | -9,8             | -2,5             | 9,9              | 1,4              | -0,3             | 445 mm  | 115 / 67     | 9          | 127                |
| Trondheim-Værnes | 12 m     | -3,4             | 3,6              | 13,7             | 5,7              | 5,0              | 892 mm  | 180 / 155    | 114        | 14                 |
| Rørvik | 25 m     | -0,9             | 3,6              | 12,8             | 6,6              | 5,6              | 1285 mm | 186 / –      | 106        | 9                  |
| Fauske | 14 m     | -4,1             | 1,9              | 13,0             | 4,4              | 3,9              | 1040 mm | 163 / –      | 95         | 88                 |
| Leknes | 15 m     | -0,4             | 2,3              | 12,0             | 5,8              | 4,9              | 1225 mm | 172 / 163    | 79         | 39                 |
| Bardufoss | 76 m     | -10,4            | -0,2             | 13,0             | 0,9              | 0,7              | 652 mm  | 134 / 114    | 77         | 126                |
| Tromsø | 8 m      | -3,8             | 0,7              | 11,8             | 3,2              | 2,9              | 1000 mm | 139 / 141    | 65         | 160                |
| Kautokeino | 330 m    | -15,9            | -4,1             | 12,4             | -1,9             | -2,5             | 360 mm  | 113 / 85     | 64         | 135                |
| Kirkenes | 10 m     | -11,5            | -2,0             | 12,6             | 0,9              | -0,2             | 450 mm  | 125 / 120    | 65         | 140                |
| Longyearbyen | 28 m     | -14,6            | -11,0            | 6,5              | -5,5             | -6,0             | 210 mm  | 50 / –       | 0          | 34                 |
| OW/DBS: Okres wegetacyjny/Dni bez szronu: Okres wegetacyjny to liczba dni w roku ze średnią dobową temperaturą przekraczającą 5 °C; Dni bez szronu to okres od ostatniego wiosennego szronu do pierwszego jesiennego (lata 1995–2009). Lato: Liczba dni ze średnią dobową temperaturą przekraczającą 10 °C; Według tej definicji lato zaczyna się 12 maja w Oslo i Bergen, 21 maja w Trondheim i 11 czerwca w Bardufoss. Śnieg: liczba dni z pokrywą śnieżną przekraczającą 25 cm (lata 1971–2000). Sognefjellhytta: Schronisko górskie; duża dzienna różnica temperatur w lecie; średnia w lipcu to 10 °C na poziomie linii drzew. |          |                  |                  |                  |                  |                  |         |              |            |                    |

Jak wynika z tabeli klimat Norwegii jest bardzo zróżnicowany. Z wyjątkiem Finnmarku tereny zaludnione poniżej linii drzew cechują się klimatem umiarkowanym lub subarktycznym. Na Svalbardzie i Jan Mayen panuje klimat polarny. Dokładniej klimat jest morski umiarkowany na południowo-zachodnim i częściowo południowym wybrzeżu (Bergen i Kristiansand); umiarkowany chłodny na nizinach na południowym wschodzie (Oslo); subpolarny na północno-zachodnim wybrzeżu (Leknes); kontynentalny w dolinach i wyżynach poniżej linii drzew oraz na północnym wybrzeżu (Geilo, Bardufoss i Kirkenes); tundra górska występuje powyżej linii drzew na wszystkich terenach górskich (Dovrefjell i Sognefjell). Tundra arktyczna występuje na Jan Mayen i na archipelagu Svalbard, łącznie z Longyearbyen, a także na pasie wybrzeża od Przylądka Północnego do Vardø. Klimat arktyczny występuje tylko na Svalbardzie i Jan Mayen powyżej wysokości 400 m n.p.m. (najniższe temperatury na Nordaustlandet).
Klimat od 1990 r. Temperatury w ostatnich latach są wyższe niż wcześniej, co uważa się za konsekwencję globalnego ocieplenia. W porównaniu z danymi sprzed 1990 r. w latach 1991–2009 temperatury w zimie są o 1–2,5 °C wyższe. W lipcu średnia dobowa temperatura podniosła się o 1 °C. W latach 1991–2009 średnia temperatura stycznia w Blindern/Oslo wyniosła –2,1 °C, a średnia dobowa lipca 17,4 °C. We Florida/Bergen dane te wyniosły odpowiednio 2,9 °C i 15,5 °C, dla Værnes/Trondheim −0,6 °C i 15,1 °C, a dla Langnes/Tromsø −2,4 °C i 12,2 °C. W porównaniu z latami 1961–1990 na znacznie większym obszarze wybrzeża, łącznie z Kristiansand, Rørvik i Leknes, średnia temperatura utrzymuje się powyżej zera przez cały rok.
Konsekwencją ocieplenia są dłuższe lata i krótsze zimy, pokrywa śnieżna topnieje szybciej na nizinach, gdzie temperatury oscylują w okolicy 0 °C, natomiast w wyższych górach opady śniegu wzrosły. Według danych z ostatnich 19 lat duże części terytorium Norwegii zmieniły klimat w porównaniu z latami 1961–1990. W Oslo i Trondheim klimat byłby umiarkowany morski, w Tromsø morski chłodny, w Lillehammer kontynentalny wilgotny. Duża ilość terenów powyżej obecnej linii drzew zostałaby zadrzewiona.
Ocieplenie najbardziej widoczne jest na Svalbardzie, gdzie w latach 2005–2007 zanotowano najwyższe temperatury w historii archipelagu. Ponadto na kontynencie wzrosła liczba opadów, szczególnie na jesieni i w zimie, zwiększając erozję i ryzyko powstawania osuwisk.

## Różnorodność biologiczna
Duże zróżnicowanie terenu i klimatu kraju powoduje występowanie dużej różnorodności siedlisk. Żyje tu około 60 tys. różnych gatunków form życia. Strefa norweskiego szelfu jest uznawana za bardzo bogatą w formy życia. Całkowita liczba gatunków obejmuje 16 tys. gatunków owadów (prawdopodobnie kolejne 4000 gatunków czeka na opisanie), 20 tys. gatunków glonów, 1800 gatunków porostów, 1050 gatunków mchów, 2800 gatunków roślin naczyniowych, blisko 7000 gatunków grzybów, 450 gatunków ptaków (250 gatunków gniazduje w Norwegii), 90 gatunków ssaków, 45 gatunków ryb słodkowodnych i 150 słonowodnych, 1000 gatunków słodkowodnych bezkręgowców oraz 3500 gatunków słonowodnych bezkręgowców. Około 40 000 z tych gatunków zostało opisanych naukowo. Czerwona księga gatunków zagrożonych z 2006 r. wymienia 3886 gatunków występujących w Norwegii lub jej wodach przybrzeżnych. 17 gatunków nazwanych w księdze to gatunki zagrożone na całym świecie, np. bóbr europejski, nawet jeśli nie są zagrożone w Norwegii. W księdze znalazło się też 430 gatunków grzybów, wiele z nich występuje tylko w pozostałościach lasów pierwotnych. W Czerwonej Księdze znalazło się także 90 norweskich gatunków ptaków i 25 gatunków ssaków. Od 2006 r. 1988 obecnych gatunków zaklasyfikowano jako zagrożone lub narażone na wyginięcie. 734 gatunki mają status zagrożonych, a 285 gatunków jest krytycznie zagrożonych, wśród nich znajdują się między innymi wilk szary, lis polarny oraz żaba jeziorkowa.
Największym drapieżnikiem w norweskich wodach jest kaszalot, największą rybą jest rekin olbrzymi. Największym lądowym drapieżnikiem jest niedźwiedź polarny, natomiast niedźwiedź brunatny jest największym drapieżnikiem na kontynentalnej części Norwegii. Największym zwierzęciem lądowym jest łoś.

## Roślinność

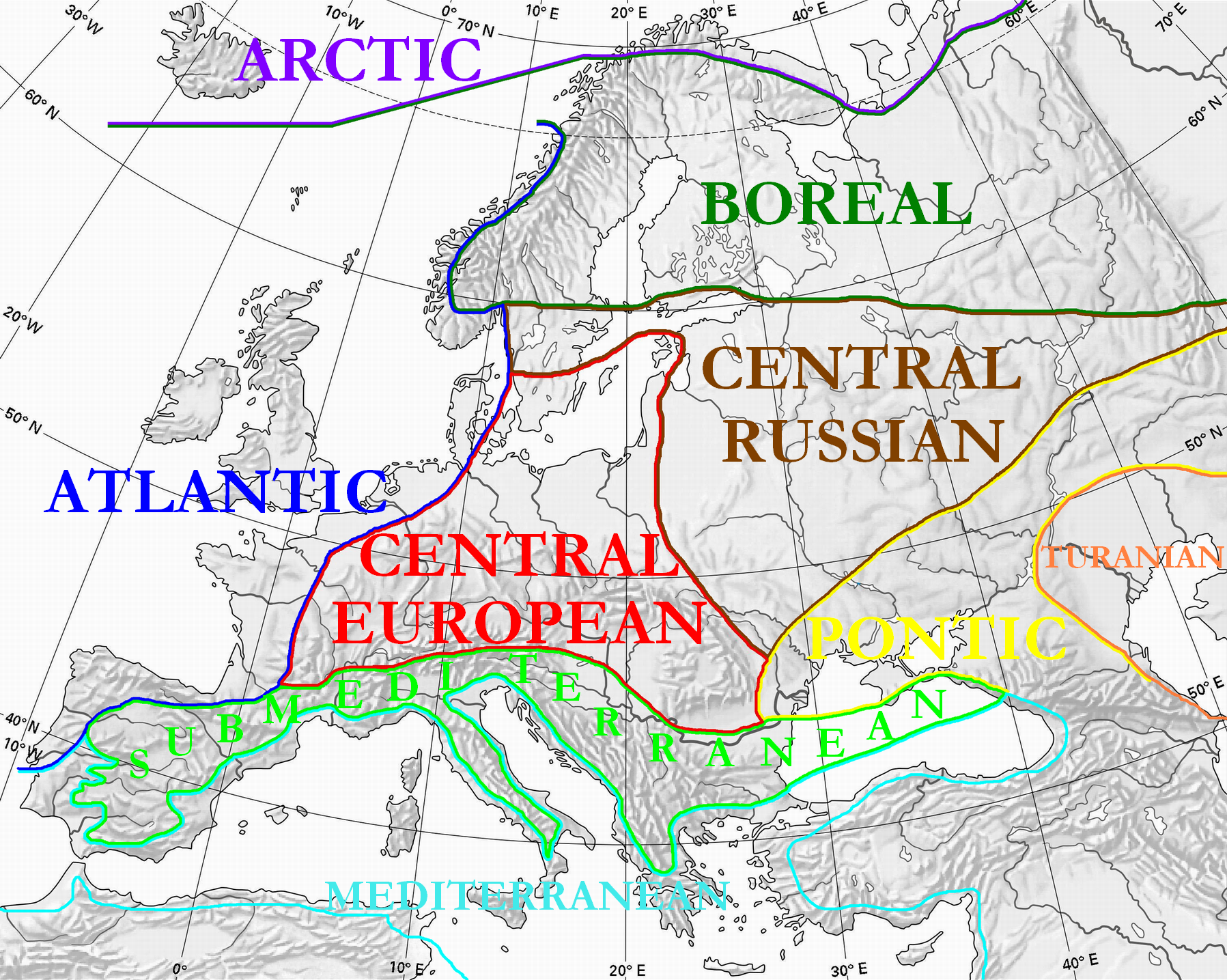
Norwegia leży w czterech strefach roślinno-klimatycznych

Szata roślinna Norwegii jest bardzo zróżnicowana. Występuje tu mniej gatunków drzew niż w Ameryce Północnej na tej samej szerokości geograficznej. Powodem tego jest istnienie naturalnych barier utrudniających rozprzestrzenianie się gatunków na osi północ-południe. Przeszkody te to między innymi Bałtyk, Morze Północne i Góry Skandynawskie. Wiele z obecnych gatunków roślin zostało tu sztucznie wprowadzonych przez człowieka; mniej niż połowa z 2630 norweskich gatunków roślin występuje naturalnie na tych terenach. Około 210 gatunków roślin występujących w Norwegii zostało uznanych za zagrożone, 13 gatunków to gatunki endemiczne. Parki narodowe w Norwegii zajmują zwykle obszary górskie, tylko około 1,7% powierzchni lasów w kraju jest chroniona.
Część gatunków klasyfikowana jest jako gatunki zachodnie, z uwagi na ich małą tolerancję szronu i duże zapotrzebowanie na wilgoć. Występują one głównie na południowo-zachodnim wybrzeżu sięgając najdalej do Ålesundu. Niektóre z tych gatunków występują na dalszej północy, aż do Helgelandu (np. wrzosiec bagienny) lub nawet Lofotów (np. Luzula sylvatica). Łagodne temperatury wzdłuż wybrzeża sprawiają, że nawet w północnych regionach rosną gatunki rzadko spotykane na tych szerokościach geograficznych, np. kasztanowiec lub buk, które występują za kołem podbiegunowym, w Steigen.
Gatunki klasyfikowane jako wschodnie potrzebują więcej światła słonecznego, mniej wilgoci i znoszą ciężkie zimy. Występują one przede wszystkim na południowym wschodzie i w głębi lądu. Są to np. wawrzynek wilczełyko, poziomka twardawa i przetacznik kłosowy. Niektóre z tych gatunków występują powszechnie na Syberii. Są też gatunki umiarkowane, nie klasyfikujące się do dwóch poprzednich grup, występują one przede wszystkim na południu jak np. dąb, jesion czy szczyr trwały.
W Norwegii występują także gatunki alpejskie. Ciężko znoszą długie i ciepłe lato i nie mogą konkurować z gatunkami przyzwyczajonymi do takich warunków. Są one popularne w północnej strefie tajgi, ale występują także w tundrze górskiej i tundrze arktycznej. Najbardziej wytrwałe gatunki przystosowały się przez wydłużenie okresu kiełkowania do więcej niż jednego sezonu. Przykładami gatunków alpejskich są jaskier lodnikowy, głodek i Wierzba zielna. 30 gatunków alpejskich występujących w Ameryce Północnej w Europie rośnie tylko w dwóch norweskich pasmach górskich Trollheimen i Jotunheimen oraz w Saltdal na północy. Poza Norwegią gatunki te występują tylko w Kanadzie i na Grenlandii np. braya linearis i carex scirpoidea. Nie wiadomo dlaczego gatunki te mają tak ograniczony zasięg występowania, ani dlaczego nie rozprzestrzeniły się na inne rejony górskie. Niektóre gatunki alpejskie mają większy zasięg i występują także na Syberii jak np. rhododendron lapponicum. Część tych gatunków rośnie powszechnie w Arktyce, a niektóre tylko w Europie jak np. pełnik europejski.

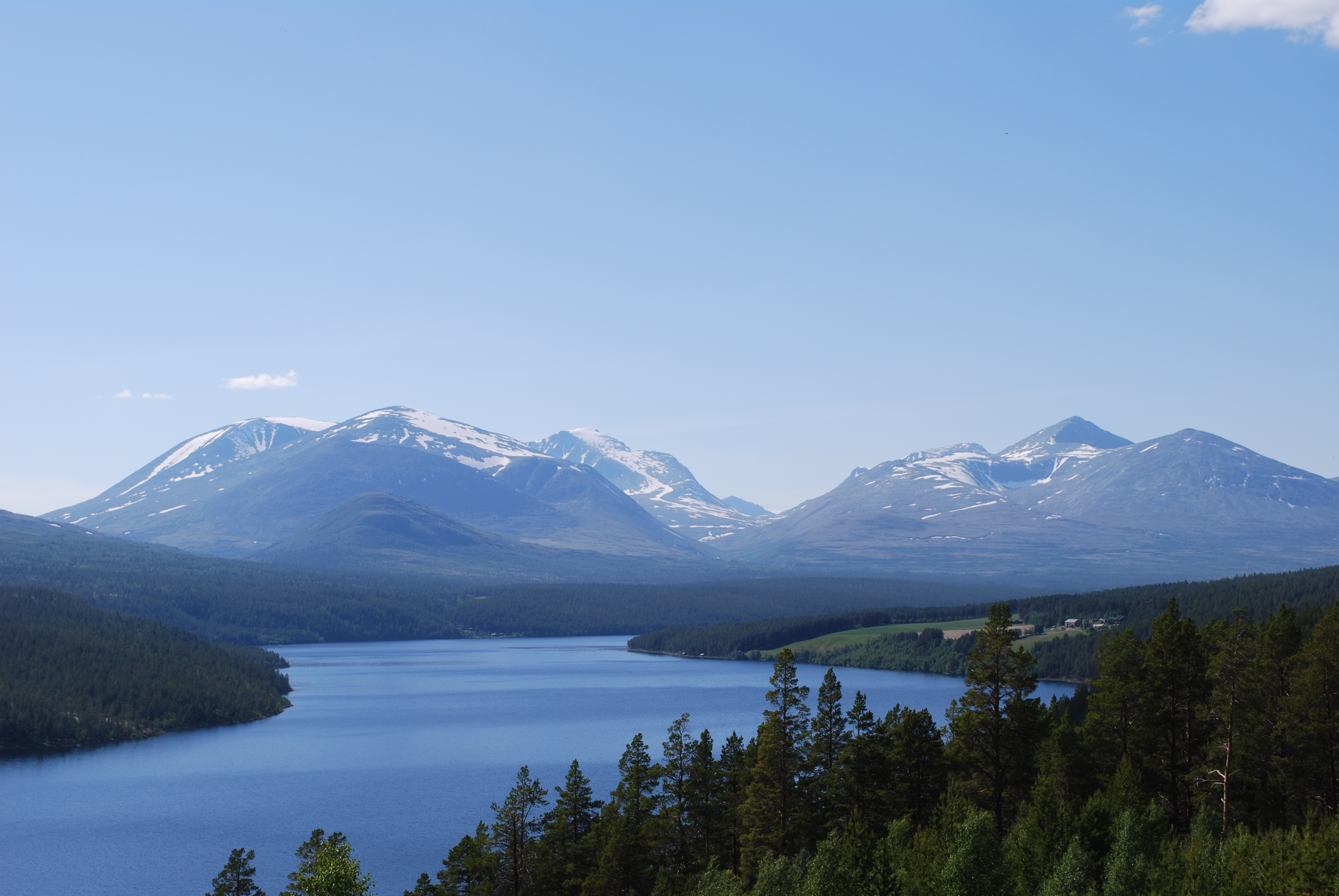
Park Narodowy Rondane

W Norwegii występują następujące strefy roślinne:

### Strefa nemoralna

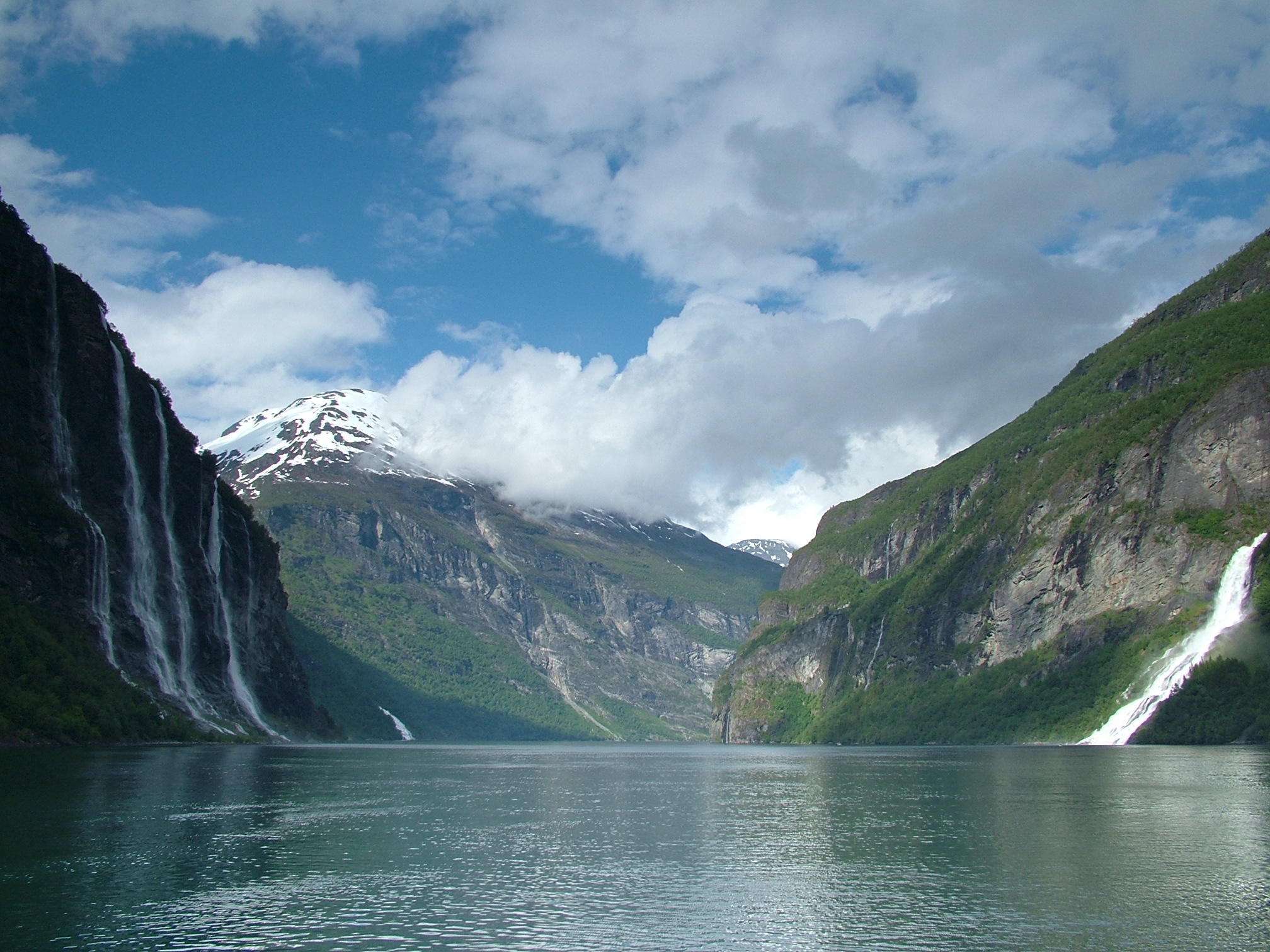
Geirangerfjord

Niewielki teren wzdłuż południowego wybrzeża small, od Soknedal do Fevik należy do strefy umiarkowanej typowej (nemoralnej). Strefa ta leży 150 m n.p.m. i około 30 km w głębi lądu. Jest to dominująca strefa roślinna w zachodniej Europie na północ od południowej Francji. Najpopularniejszym gatunkiem jest tutaj dąb, przy czym praktycznie nie występują tu gatunki typowe dla tajgi jak np. olsza szara, chociaż występuje tu odmiana sosny. Strefa nemoralna zajmuje 0,5% powierzchni kraju (bez Svalbardu i Jan Mayen).

### Strefa hemiborealna
Strefa hemiborealna zajmuje 7% powierzchni Norwegii, w tym 80% Østfold i Vestfold. W strefie tej występują gatunki typowe zarówno dla strefy nemoralej, jak i borealnej. Gatunki strefy nemoralnej dominują na zboczach południowo-zachodnich i żyznej ziemi, natomiast gatunki borealne zajmują głównie zbocza północne i gleby wilgotne. W niektórych rejonach gatunki te zajmują te same siedliska np. na glebach ubogich w składniki mineralne dąb i sosna rosną obok siebie. Strefa ta ciągnie się wzdłuż wybrzeża od Oslofjordu na północ do Ålesundu i urywa się w Sunnmøre. W Oslo roślinność tej strefy występuje do wysokości 200 m n.p.m. oraz w niższych piętrach dolin i nizinach w pobliżu Mjøsy, ale w Lillehammer już nie. W południowych dolinach roślinność tej strefy występuje do wysokości 300 – 400 m. Strefa hemiborealna zajmuje też doliny zachodniego wybrzeża i wielkie fiordy. Najbardziej wysuniętym na północ skupiskiem roślinności tej strefy jest Trondheimsfjord i Frosta. Do gatunków nemoralnych należą tu między innymi: dąb szypułkowy, dąb bezszypułkowy, jesion wyniosły, wiąz górski, klon zwyczajny, leszczyna pospolita, olsza czarna, lipa drobnolistna, cis pospolity, ostrokrzew, czereśnia, czosnek niedźwiedzi, buk zwyczajny oraz pierwiosnek bezłodygowy. Typowe gatunki borealne to świerk pospolity, sosna, brzoza omszona, olsza szara, topola osika, jarząb, zawilec gajowy oraz fiołek Rivina.

### Strefa borealna
Gatunki strefy borealnej przystosowały się do długiej i chłodnej zimy. Można je rozróżnić ze względu na długość okresu wegetacyjnego. Torfowiska są powszechne, największe występują w strefie północno i środkowoborealnej, także powyżej linii drzew. Strefę tę można podzielić na trzy mniejsze:

#### Strefa południowoborealna

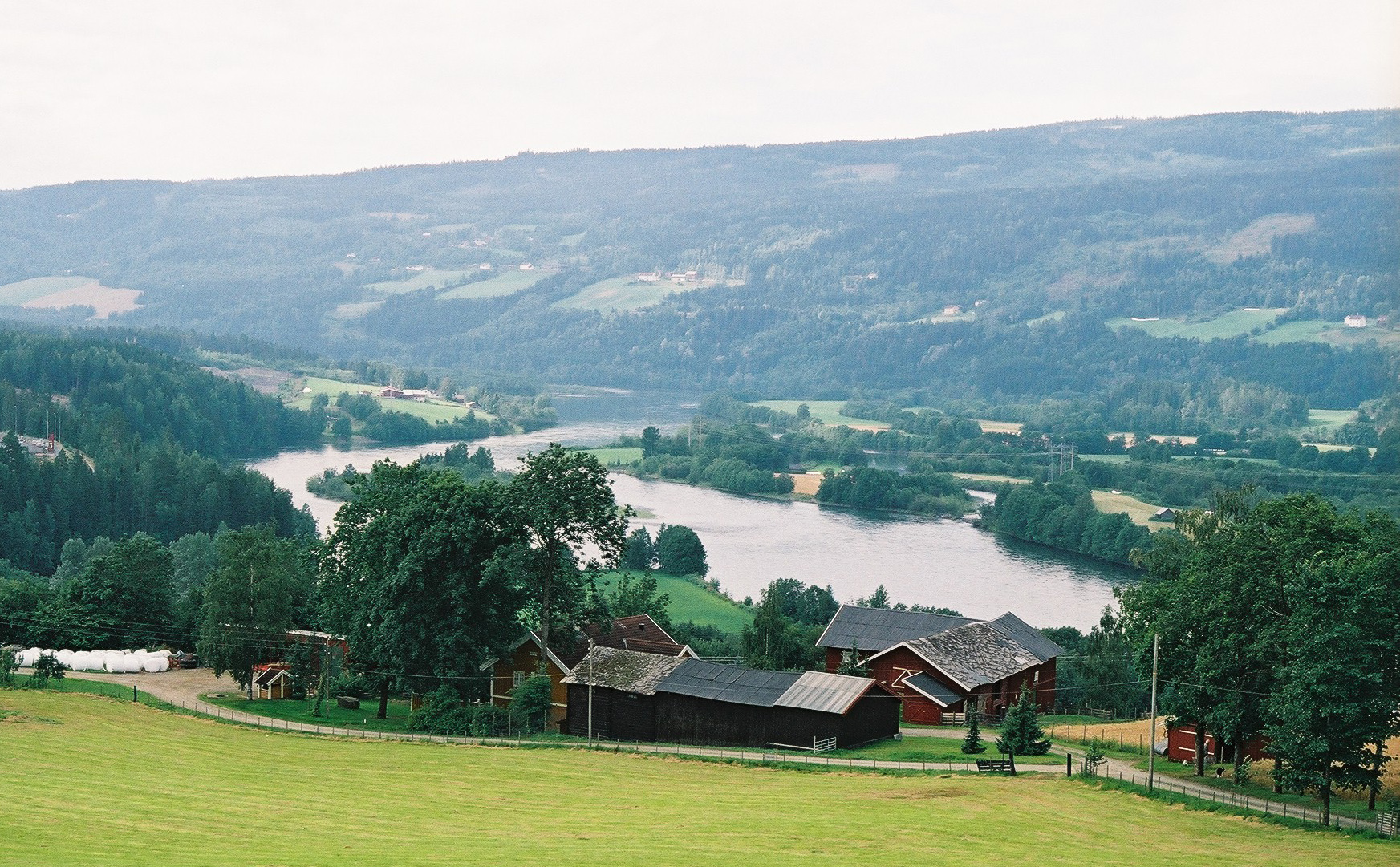
Lågendeltaet w Lillehammer, strefa południowoborealna

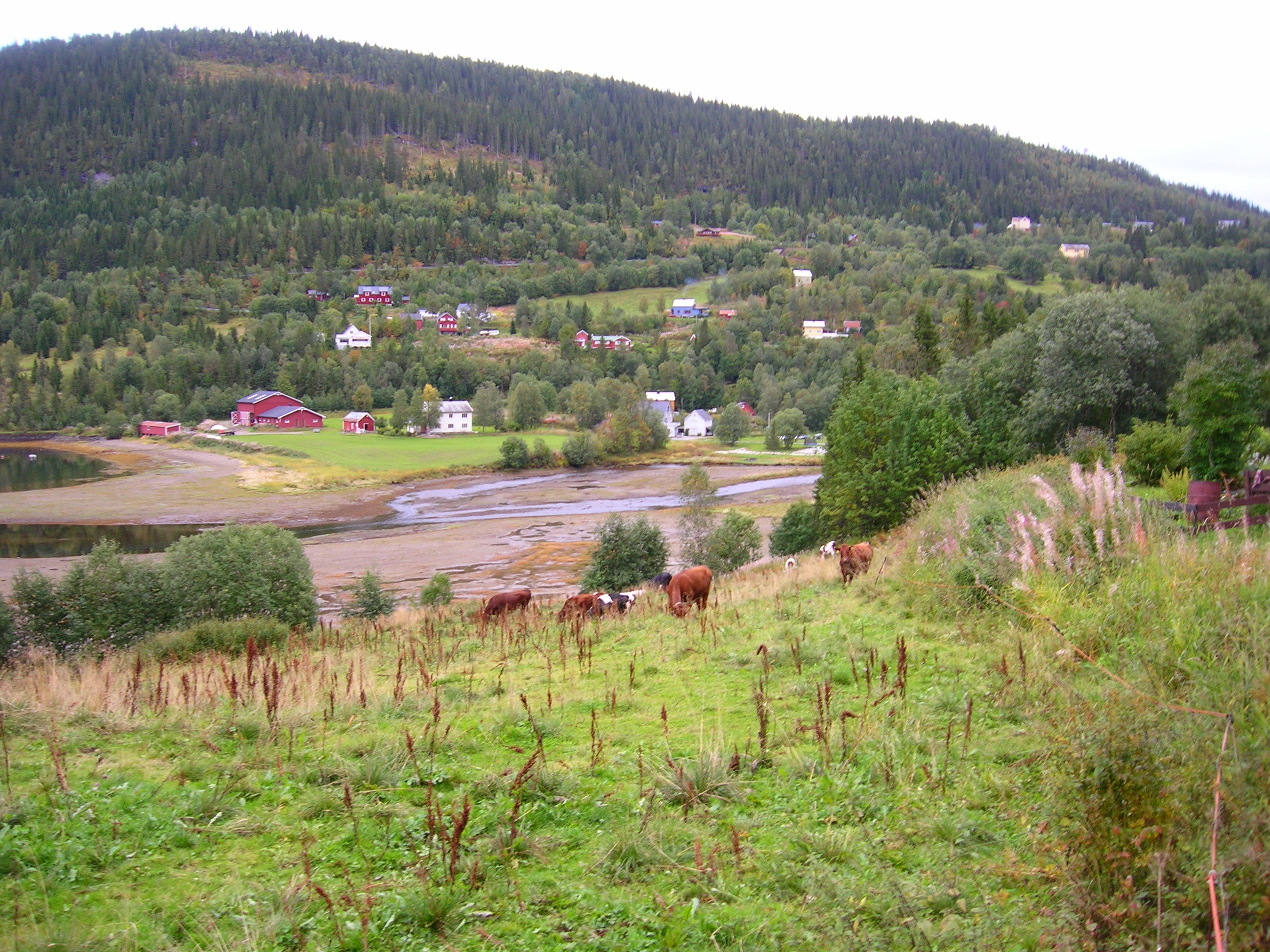
Elsfjord, strefa środkowoborealna

W strefie tej dominują gatunki borealne, szczególnie świerk, chociaż występują tu także dąb i jesion. Strefa ta zajmuje 12% powierzchni kraju. Część gatunków w tej strefie wymaga cieplejszego lata (w strefie tej przez 3–4 miesiące średnia dobowa temperatura wynosi co najmniej 10 °C), dlatego też nie występują one lub są bardzo rzadkie w strefie środkowoborealnej. Niektóre z gatunków nie spotykanych na północy to: chmiel zwyczajny, lebiodka pospolita, olsza czarna i kalina koralowa. Strefa ta występuje nad strefą hemiborealną do wysokości 450–500 m n.p.m. jak w Norwegii Wschodniej. We wschodnich dolinach sięga kilku kilometrów w głąb Gudbrandsdal i Østerdal, aż do Lom i Skjåk w Ottadalen. Wzdłuż południowo-zachodniego wybrzeża strefa ta sięga 400 m n.p.m. u ujścia fiordów (np. Lærdal) i 300 m bliżej wybrzeża. Na północ od Ålesundu strefa ta dominuje na nizinach aż do wybrzeża, łącznie z wyspami np. Hitra; na nizinach w Trøndelag do 180 m, w dolinach w głębi lądu jak no. Gauldalen i Verdalen do 300 m, a w Namdalen do 100 m. Strefa ta zajmuje także rejony przybrzeżne i niektóre fiordy na północy, jak Vikna, Brønnøy i Helgeland na północ od Ranfjordu, natomiast w głębi lądu na północ od Grongu na nizinach dominuje strefa środkowoborealna. Także na północy – w Bodø, Fauske i Ofotfjordzie – znajdują się odizolowane skupiska roślinności południowoborealnej. Norweskie rolnictwo skupia się głównie w tej strefie oraz w strefie hemiborealnej.

#### Strefa środkowoboreala
Strefa ta zdominowana jest przez podszyty las składający się przede wszystkim z gatunków borealnych. Zajmuje ona 20% powierzchni kraju. Świerk jest najpopularniejszy w Norwegii Wschodniej, Sørlandet, Trøndelag i Helgeland. Nie rośnie on naturalnie na północ Saltfjell, ale jest tam sadzony przez człowieka. Na północy przeważa brzoza, jednak można też tu znaleźć sosnę, osikę, jarząb, czeremchę pospolitą i olszę szarą. Gatunki nemoralne należą tu do rzadkości. Podszycie jest dobrze rozwinięte chociaż niezbyt gęste. Brzoza brodawkowata, jesion, przytulia właściwa, malina właściwa, bylica pospolita i woskownica europejska to gatunki tej strefy, które nie występują na północy oraz na wyższych wysokościach. Strefa ta występuje na wysokości od 400 do 750 m w Norwegii Wschodniej, do 800 m w południowych dolinach, od 300 do 600 m na południowo-zachodnim wybrzeżu oraz od 180 do 450 m w Trøndelag. Dalej na północy roślinność ta jest powszechna na nizinach do 100 m (Lofoty i Vesterålen), 200 m w Narwiku, 100 m w Tromsø, od 130 do 200 m w dolinach okręgu Troms oraz na nizinach u ujścia Altafjord. W strefie znajdują się też zazwyczaj najbardziej na północ wysunięte ośrodki rolnicze; jęczmień jest uprawiany aż do Alty na dalekiej północy.

#### Strefa północnoborealna

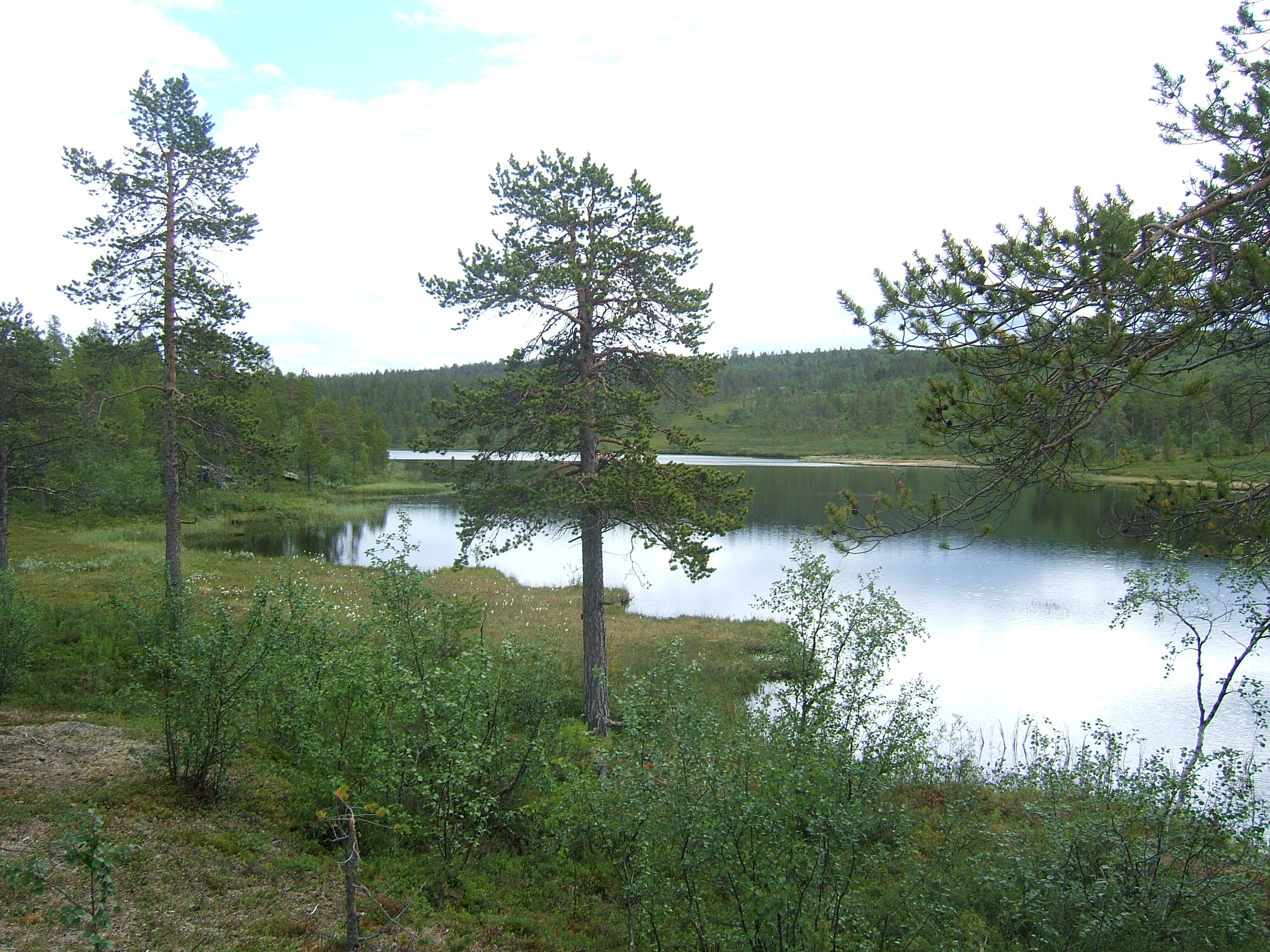
Madiijavri w Karasjok – strefa północnoborealna

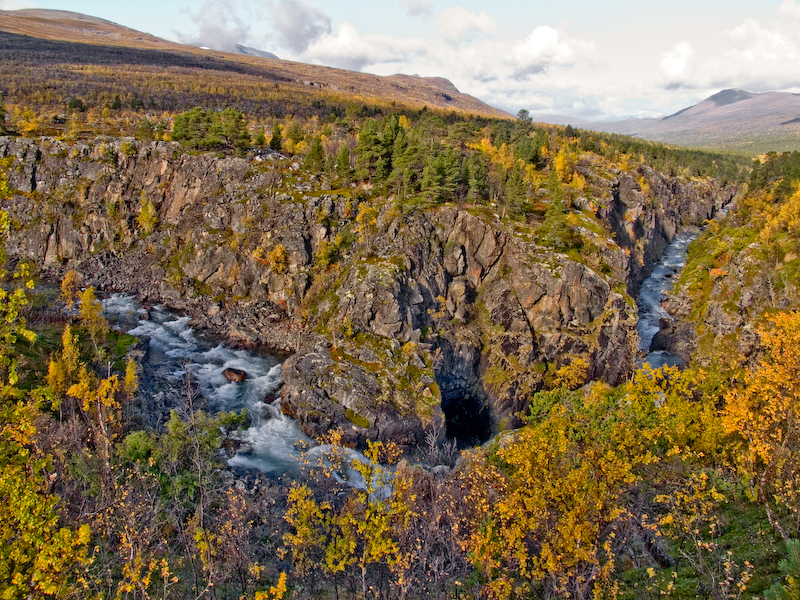
Las północnoborealny w Parku Narodowym Øvre Dividal

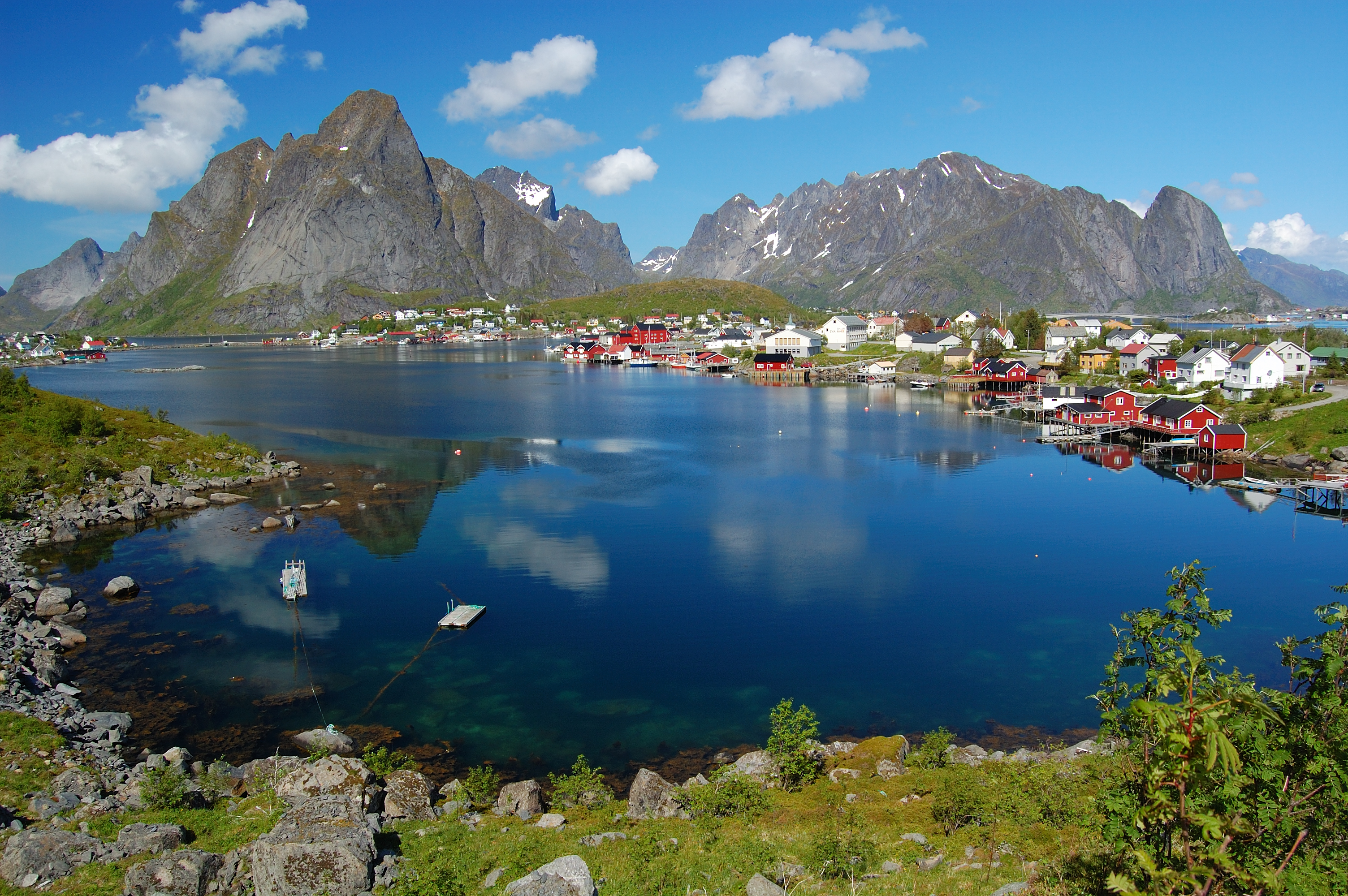
Miejscowość Reine na Lofotach

Strefa północnoborealna leży najbliżej linii drzew, granicząc ze strefą polarną i jej subarktycznym klimatem. Liczba dni ze średnią temperaturą 10 °C waha się pomiędzy 30 a 60. Drzewa rosną powoli i nie osiągają okazałych rozmiarów; lasy nie są tak gęste jak na południu i nazywane są lasami górskimi (norw.: Fjellskog). Strefa północnoborealna zajmuje 28% powierzchni kraju, w tym prawie połowę Finnmarku. W niżej położonych rejonach występują tu drzewa iglaste, ale linię drzew tworzą gatunki liściaste, przede wszystkim brzoza omszona. W rejonach z bardziej kontynentalnym klimatem linię drzew wyznaczają świerki i sosny. Powszechnie występują tu także gatunki alpejskie. Lasy brzozowe w Sikilsdalshorn sięgające do wysokości 1320 m tworzą najwyżej położoną granicę drzew w Norwegii. Zwykle granica ta przebiega tym niżej im bliżej wybrzeża, a także w niższych górach gdzie wieją silniejsze wiatry i zalega więcej śniegu (na szczytach przybrzeżnych). Strefa ta znajduje się na wysokości od 750 do 950 m n.p.m. w Norwegii Wschodniej; od 800 do 1200 m w wyższych górach. Na zachodzie linia brzegowa leży na wysokości około 500 m, dochodząc się do wysokości 1100 m w większych fiordach jak np. Sognefjord. Wyżyny w Trøndelag i dalej na północ są zdominowane przez roślinność północnoborealną, granica lasu przebiega tu na wysokości około 800 m w Trøndelag, 600 m w gminie Rana, 500 m w Narwiku, 400 m w Tromsø, 100 m w Hammerfest oraz 200 m w Kirkenes. Wyżej i dalej na północ zaczyna się już tundra. Między tymi strefami występują skupiska brzóz (leśna tundra). Drzewa rosnące w pobliżu granicy lasu są często wygięte przez zalegający śnieg oraz wiatr. Osiągają wysokość od 2 do 4 m. Poza Norwegią jedynymi regionami z granicą lasu tworzoną przez niewysokie drzewa liściaste są Szwecja (przy granicy z Norwegią), Islandia oraz półwysep Kamczatka.
Strefa północnoborealna jest niekiedy dzielona na dwie podstrefy. Kryterium tego podziału jest typ drzew tworzących granicę lasu. Drzewa iglaste zazwyczaj nie rosną na takich wysokościach jak brzoza górska. Świerk i sosna sięgają do wysokości 1100 m w paśmie Jotunheimen, do 400 m w Bergen (900 m na początku Sognefjordu), 900 m w Lillehammer, 500 m w Trondheim (750 m w Oppdal), 350 m w Narviku, 200 m w Harstad oraz 250 m w Alta. Najbardziej wysunięty na północ las sosnowy znajduje się w Parku Narodowym Stabbursdalen w Porsanger.

### Tundra
Tundra górska występuje powszechnie w Norwegii. Zajmuje 32% powierzchni kraju (bez Svalbardu i Jan Mayen). W strefie tej, w pobliżu granicy drzew, występuje dość obfita szata roślinna z paroma gatunkami wierzby jak np. wierzba lapońska osiągająca do 0,5 m wysokości, powszechne są też borówka wysoka, jałowiec pospolity i zimoziół północny. Dolne rejony tej strofy były, a częściowo wciąż są, wykorzystywane jako pastwiska. Strefa ta sięga do wysokości 1500 m n.p.m. w Jotunheimen i Hardangervidda, 1300 m w Trollheimen i do około 800 m w Narwiku i Alpach Lyngeńskich. Wyżej rośliny są mniejsze, mchy i porosty występują częściej. Rośliny wciąż pokrywają większość terenu. W najwyższych rejonach dominują nagie skały, śnieg i lodowce, roślin jest niewiele.

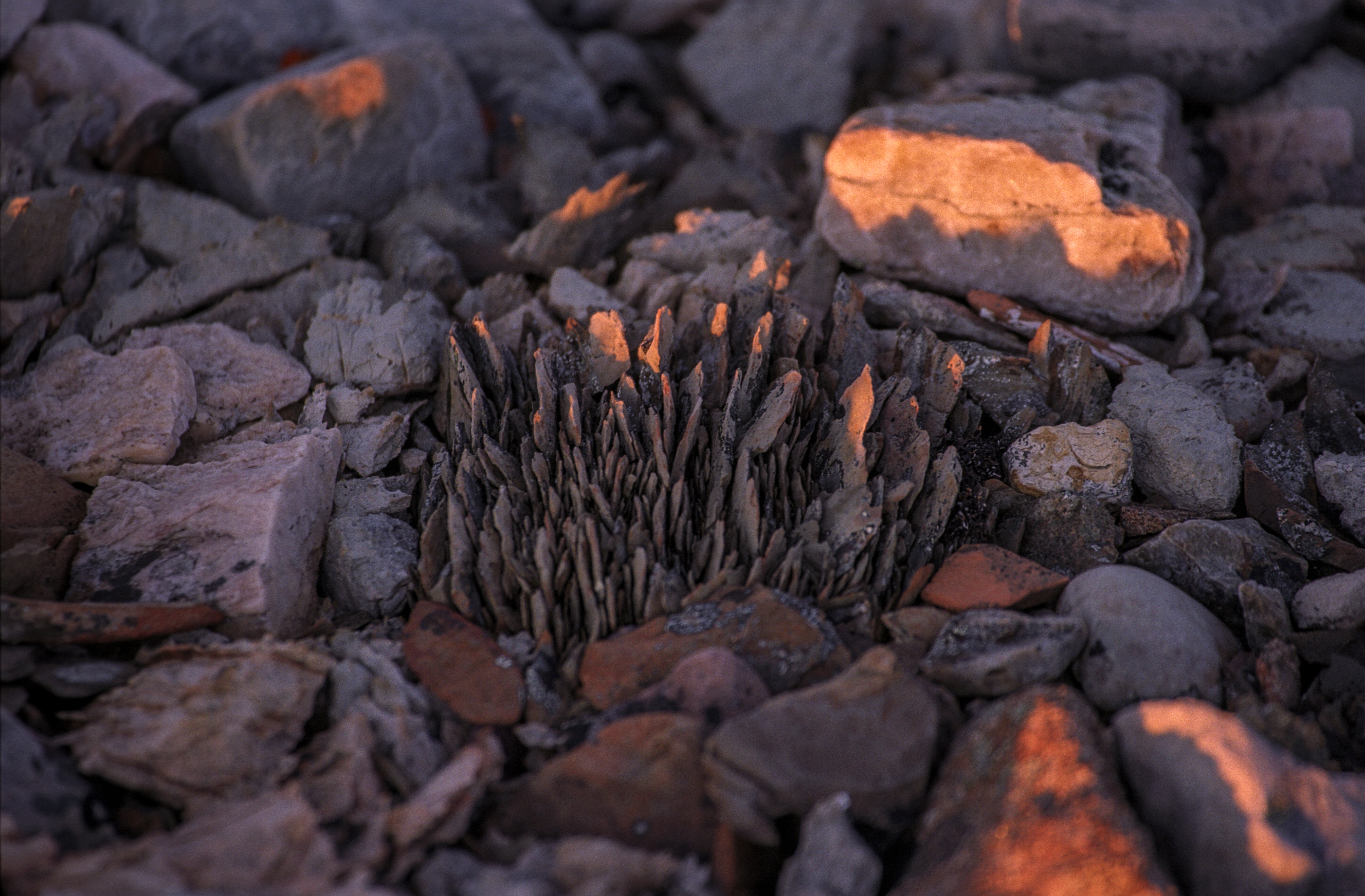
Pustynia arktyczna na Nordaustlandet

Najwyżej położona stacja meteorologiczna w Norwegii – Fanaråken w gminie Luster leży na wysokości 2062 m. Tylko przez niecałe trzy miesiące w roku temperatura utrzymuje się tu powyżej 0 °C, a średnia lipca wynosi 2,7 °C. Mimo to na Galdhopiggen lodowiec schodzi tylko 100 m poniżej szczytu, można też bez trudu natrafić na mchy i porosty.

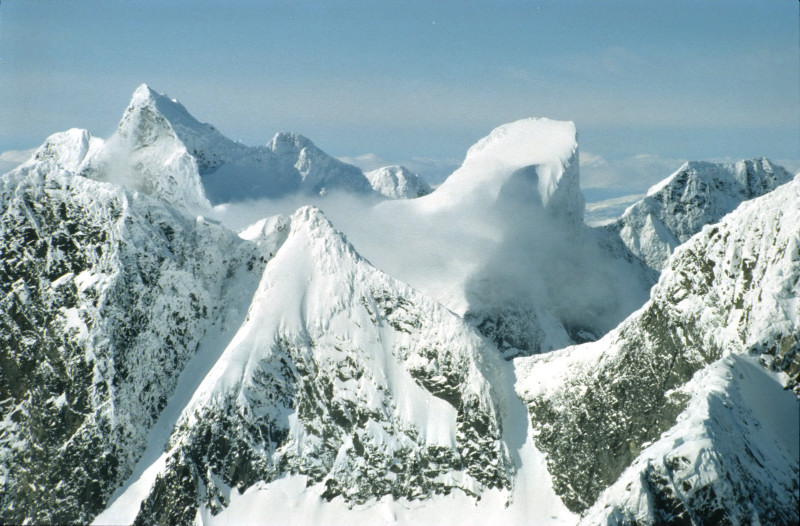
Tundra wysokogórska w Hurrungane

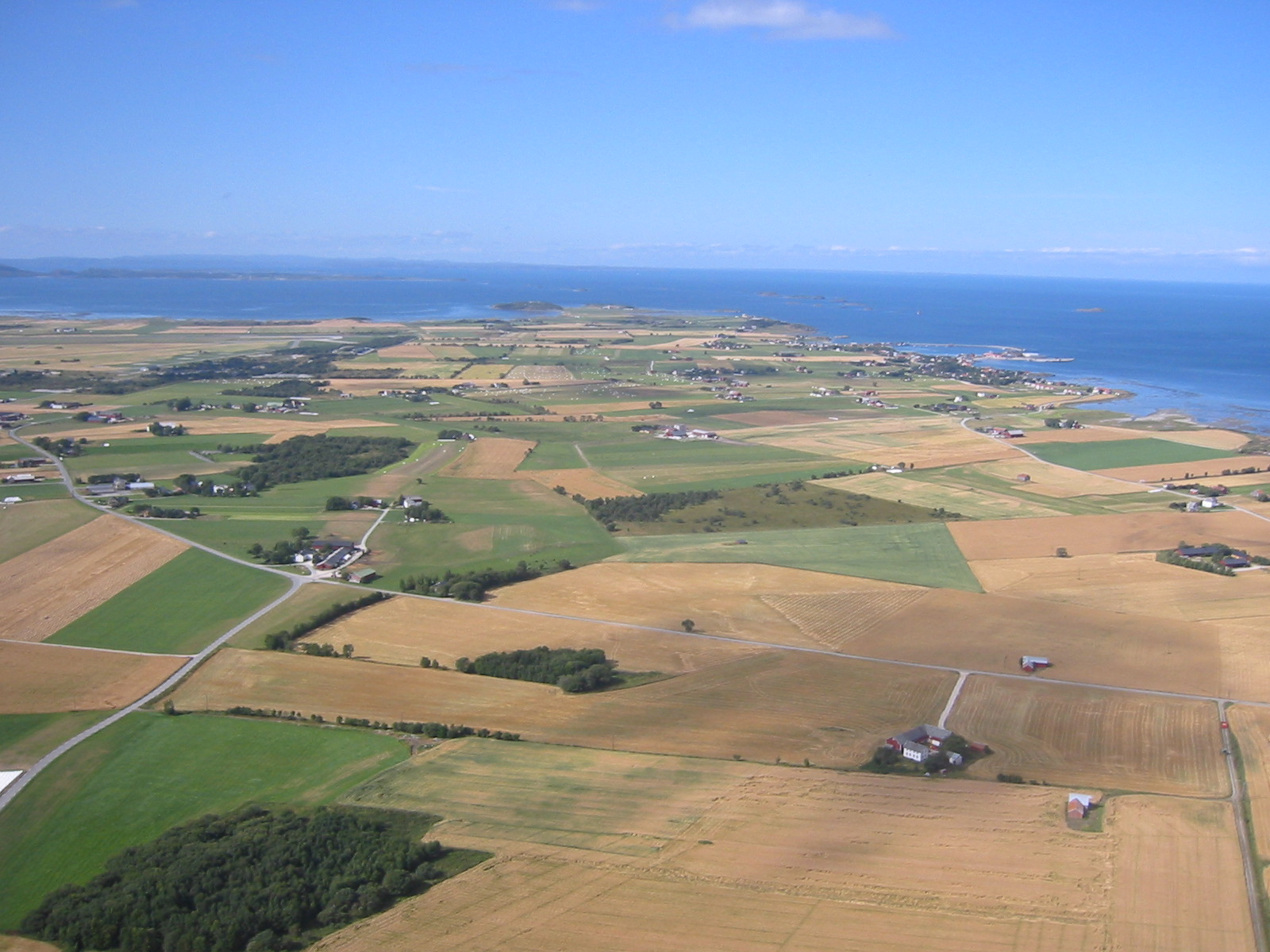
Przybrzeżne niziny w pobliżu Trondheimsfjordu

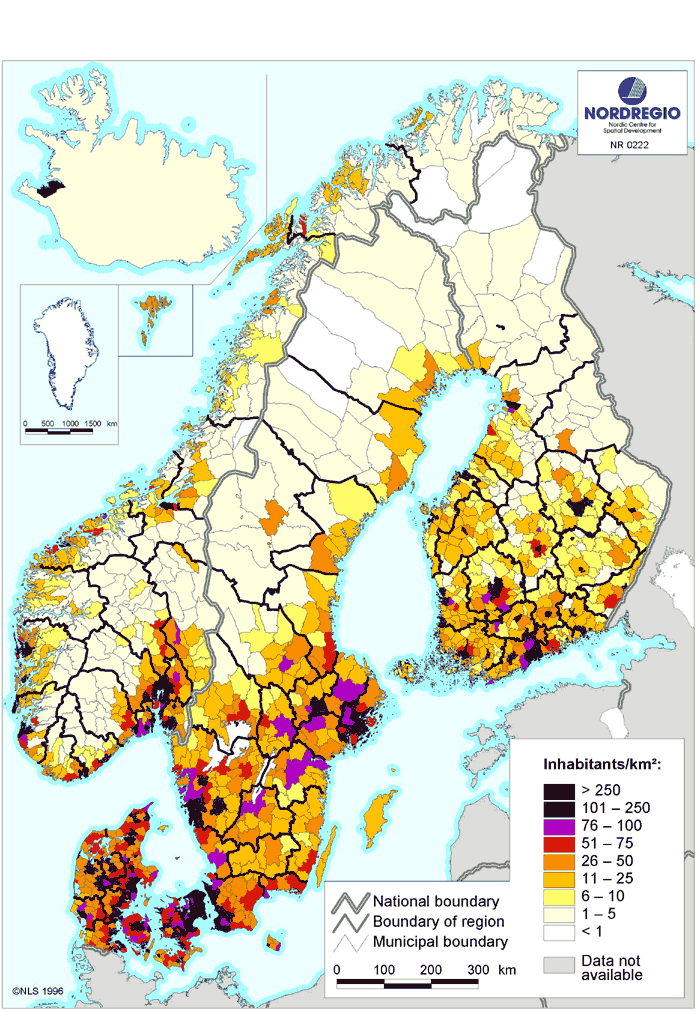
Mapa gęstości zaludnienia Skandynawii

W północno-wschodnim Finnmarku (na północnej części półwyspów Varanger i Nordkinn) na małej powierzchni także występuje tundra. Również na Svalbardzie i Jan Mayen w miejscach nie zajętych przez lodowce występuje roślinność charakterystyczna dla tundry. Tundra ta uważana jest za część pustyni arktycznej.
Rejonami najbogatszymi w roślinność są fiordy na Spitsbergenie. Temperatury są tu wyższe, a klimat bardziej suchy, co powoduje mniej opadów śniegu i szybsze jego topnienie. Krótki okres wegetacyjny i wieczna zmarzlina pod warstwą aktywną gleby zapewnia wilgoć. Rosną tu między innymi: brzoza karłowata, malina moroszka, mak oraz dzwonek okrągłolistny.
Ocieplenie klimatu przesunęłoby znacznie tę strefę na północ oraz wyżej nad poziom morza.

## Surowce naturalne
Oprócz ropy naftowej i gazu ziemnego, ryb i drewna Norwegia posiada zasoby rud metali żelaznych i nieżelaznych. Wiele z tych rud było w przeszłości wydobywanych jednakże obecnie eksploatację zarzucono z uwagi na niską zawartość metalu oraz wysokie koszty wydobycia. Największe w Europie złoża ilmenitu znajdują się na południowo-zachodnim wybrzeżu. Węgiel wydobywany jest na wyspach Svalbardu.
Surowce: ropa naftowa, miedź, gaz ziemny, piryt, nikiel, żelazo, cynk, ołów, ryby oraz drewno.

## Środowisko

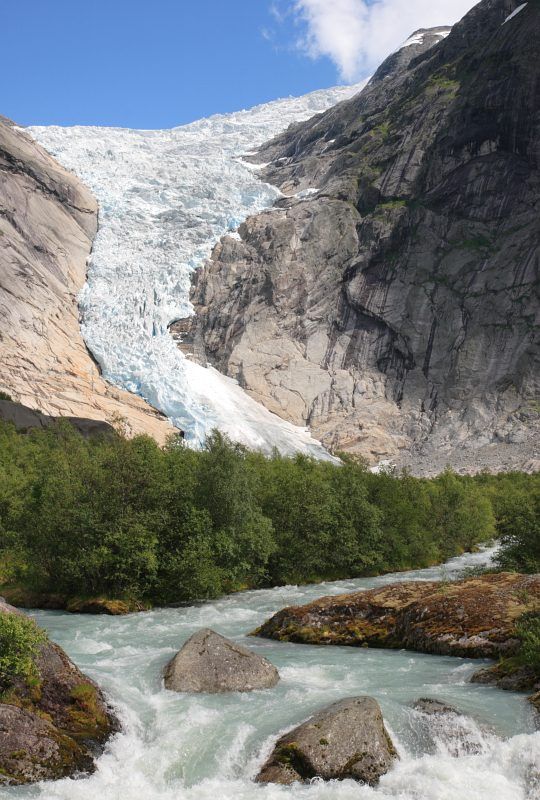
Briksdalsbreen, część lodowca Jostedalsbreen – największego kontynentalnego lodowca Europy

Główne problemy związane ze środowiskiem w Norwegii to ograniczenie emisji gazów cieplarnianych, zanieczyszczenie wody i powietrza, zanikanie siedlisk i uszkodzenie raf koralowych. Ponadto kwaśne deszcze niszczą lasy i zanieczyszczają rzeki i jeziora, szczególnie na południu kraju (Sørlandet). Wymarły tam gatunki dzikich łososi. Dzięki ograniczeniu emisji zanieczyszczeń w Europie ilość kwaśnych deszczów w Norwegii spadła na przestrzeni lat 1980–2003 o 40%. Modele klimatyczne przewidują zwiększenie ilości opadów, szczególnie w rejonach, gdzie poziom opadów już jest wysoki. Ponadto przewiduje się, że opady będą bardziej obfite w krótkich odcinkach czasu, co może powodować osuwiska i powodzie. Zimy prawdopodobnie będą łagodniejsze, a pokrywa lodowa na Oceanie Arktycznym może latem całkowicie stopnieć. Zagraża to przetrwaniu niedźwiedzi polarnych na Svalbardzie. Zarówno lądowe, jak i wodne gatunki będą musiały się przenieść na północ, niektóre gatunki już zaczęły migrację. Ptaki przylatują wcześniej, a drzewa wcześniej kwitną. Całkowita liczba gatunków wzrośnie w związku z przybywaniem nowych.